# Cartuja de Pavía
La cartuja de Pavía (del italiano: Certosa di Pavia) es un monasterio italiano situado cerca de la pequeña localidad de Certosa di Pavia, a unos 8 kilómetros al norte de la ciudad de Pavía (Lombardía). Data de 1396-1464 y representa uno de los más importante monumentos del gótico tardío italiano. La ubicación original del monasterio era al borde del parque de los Visconti al norte del castillo de Pavía; del parque sólo quedan algunas partes, como el Parco della Vernavola, al norte de Pavía, separados actualmente del castillo y de la cartuja.
La cartuja es conocida por su exuberante arquitectura, tanto en estilo gótico como renacentista, y por su colección de obras de arte que son particularmente representativas de la región.

## Historia
La construcción de la cartuja de Pavía fue decisión de Gian Galeazzo Visconti, que inauguró los trabajos el 27 de agosto de 1396, poniendo la primera piedra, como documenta un bajorrelieve en la fachada. La posición era estratégica: a medio camino entre Milán, capital del ducado, y Pavía la segunda ciudad en importancia, donde había crecido el duque y donde tenía su sede la corte, en el espléndido castillo de los Visconti. El lugar escogido para la fundación era un bosque en el extremo septentrional del antiguo parque de los Visconti, una vastísima área cercada que unía el castillo de Pavía con una amplia zona boscosa de caza de los señores de Lombardía.
La Cartuja es también el resultado de tensiones políticas vinculadas creadas por las nuevas aspiraciones e ideales políticos de Gian Galeazzo, ahora orientados en un sentido monárquico. En 1385 Gian Galeazzo con un golpe de Estado depuso a su tío Bernabò y reunificó los dominios Visconti bajo su mando, sin embargo el nuevo señor de Milán, como su padre Galeazzo II, residió y mantuvo su corte en Pavía, recordando así la memoria (de los del que pretendía ser heredero) de los reyes lombardos y del reino de Italia que, en el Palacio Real de Pavía, habían colocado el centro de su realeza.
En 1386, queriendo subrayar su centralidad cuestionada por las elecciones del señor, los milaneses decidieron reconstruir un nuevo edificio: la Catedral de Milán. Sin embargo, las relaciones entre Gian Galeazzo y los jefes de la fábrica (elegidos por los ciudadanos de Milán) fueron a menudo tensas: el señor pretendía transformar la catedral en el mausoleo de la dinastía, insertando el monumento funerario de su padre Galeazzo II en el centro parte de la catedral y esto encontró la fuerte oposición tanto de la fábrica como de los milaneses, que querían enfatizar su autonomía. Surgió un enfrentamiento que obligó a Gian Galeazzo a decidir la fundación de una nueva obra destinada exclusivamente a la dinastía Visconti: la Cartuja de Pavía, a la que, sin escrúpulos, asignó en varias ocasiones a muchos empleados de la fábrica del Duomo, incluidos altos cargos como Giacomo da Campione o Giovannino de 'Grassi. En las intenciones del duque, la Catedral era la iglesia de los gremios de nobles, patricios, pueblo, artesanos y comerciantes de Milán, la Cartuja era en cambio la expresión de una nueva forma estatal: el Ducado.

El Parque Visconti, en la parte superior, cerca de las paredes del norte del parque, se indica la Cartuja.
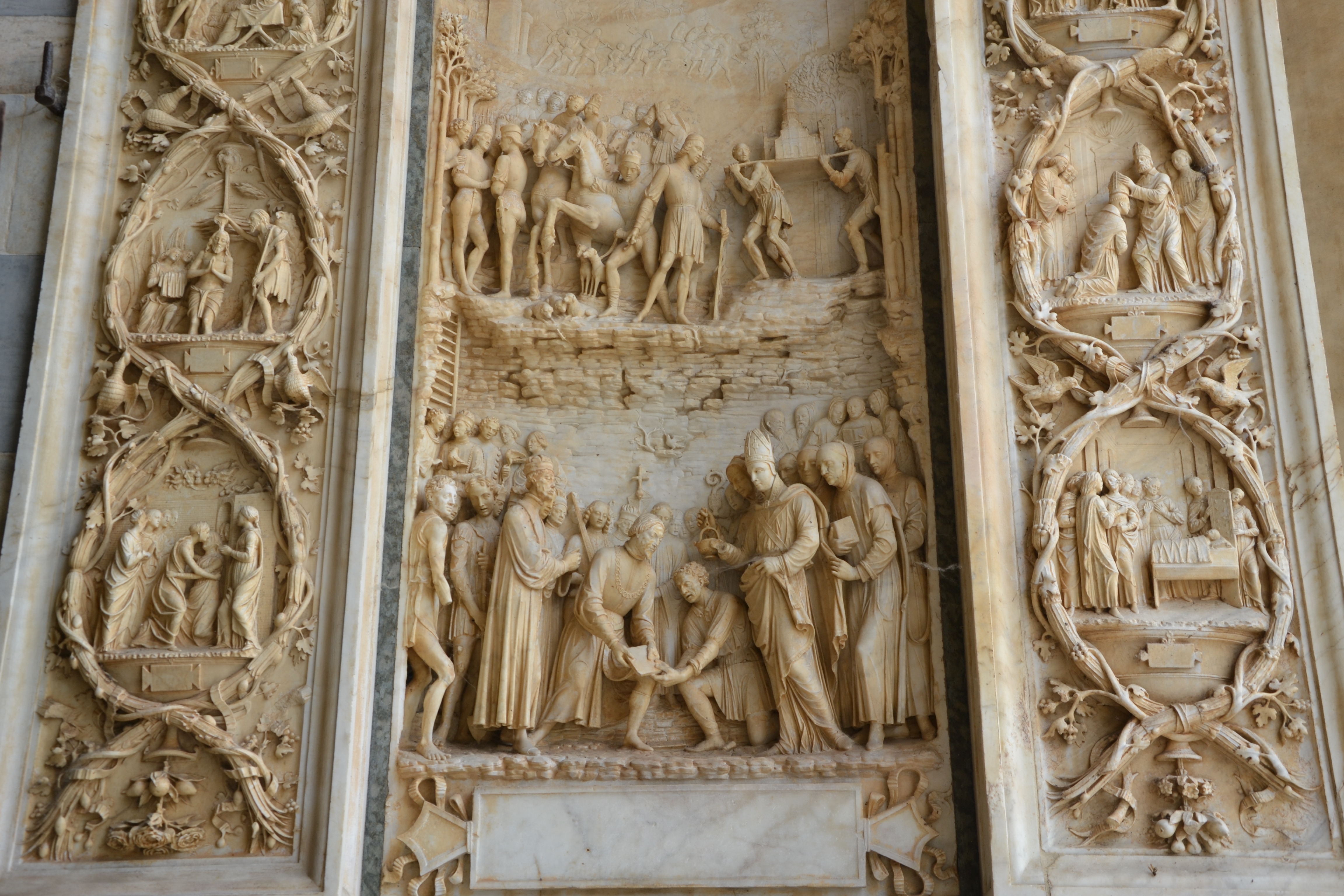
Benedetto Briosco, Gian Galeazzo Visconti coloca la primera piedra de la Cartuja, bajorrelieve del portal de la iglesia.
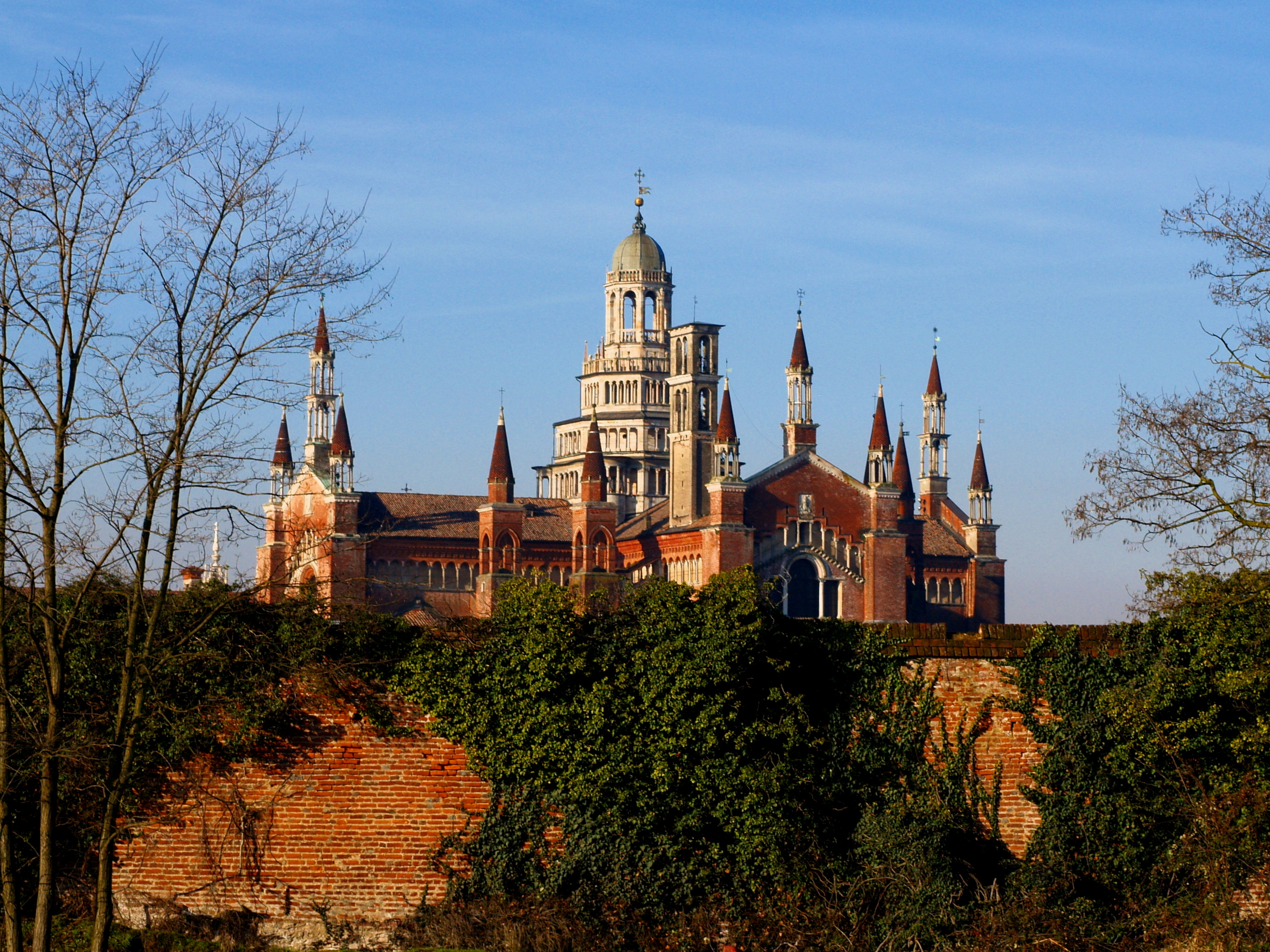
La Cartuja vista desde el muro que la separa del paisaje circundante.
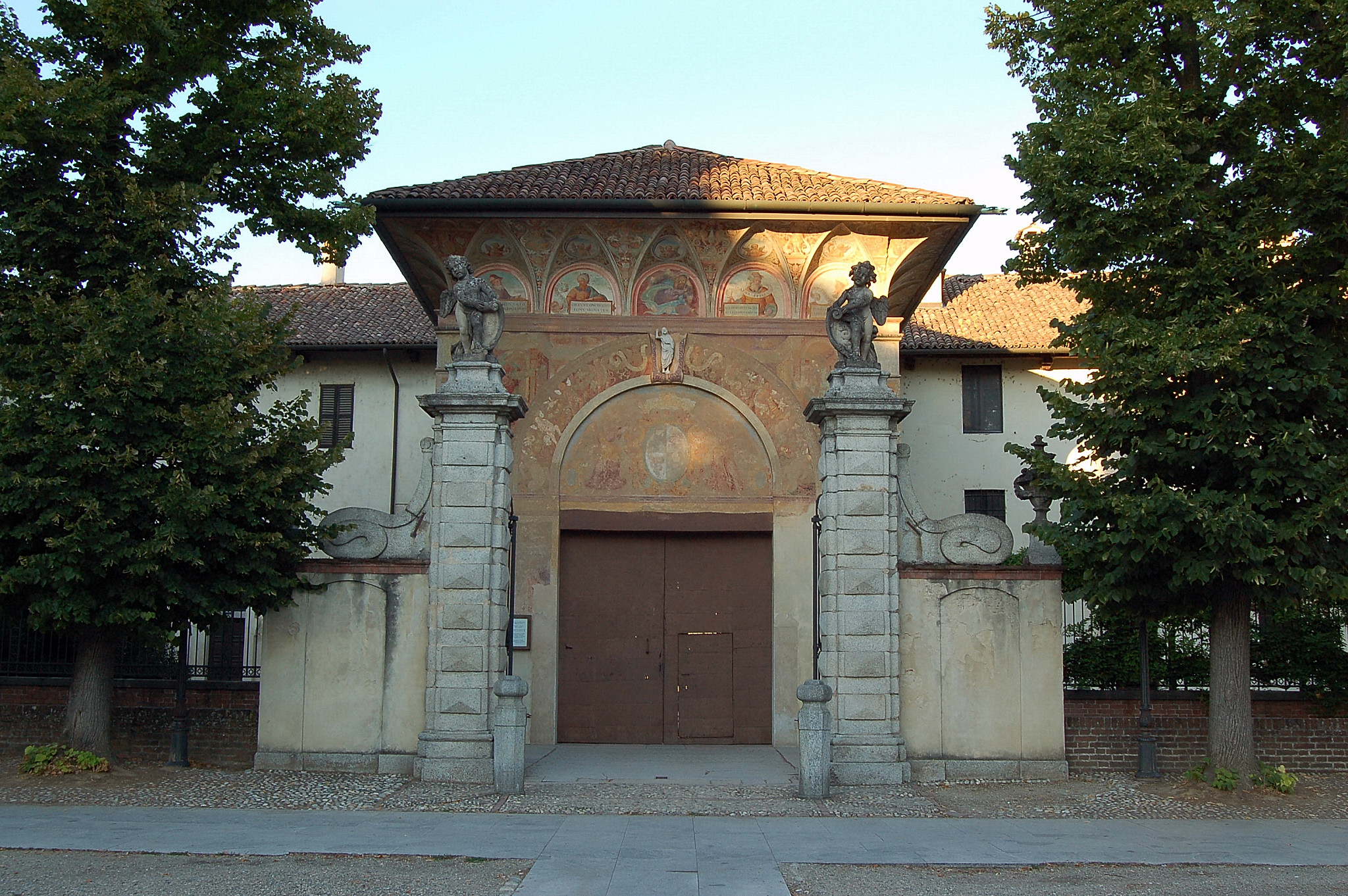
El vestíbulo del monasterio.

Inicialmente, durante la primera fase de las obras, los monjes residieron en el antiguo castillo de Torre del Mangano y en el castillo de Carpiano (o Grangia), uno de tantos territorios dejados a los monjes por Gian Galeazzo Visconti, para ocupar luego los ambientes conventuales, los primeros en ser edificados. 
La iglesia fue el último edificio del complejo que se edificó, e iba a ser el mausoleo familiar de los Visconti. Fue diseñada como una gran estructura con una nave y central dos laterales, un tipo inusual para la orden cartujana. La nave central, en estilo gótico se acabó en 1465. 
Dada la ausencia de canteras de mármol y piedra en las inmediaciones de la Cartuja, a mediados del siglo XV se planteó el problema de encontrar el material pétreo necesario para la continuación de la obra. Los cartujos, que disfrutaron de ingresos sustanciales y constantes garantizados por los vastos fondos agrícolas donados por Gian Galeazzo Visconti y sus sucesores de la Cartuja y un fuerte apoyo tanto financiero como político de los Sforza, a diferencia de otras grandes fábricas lombardas contemporáneas, como la de la catedral de Milán y la de la Catedral de Pavía, nunca adquirieron canteras de mármol propias, sino que siempre confiaron en proveedores privados, apoyándose principalmente en la Veneranda Fabbrica del Duomo di Milano. Ya en 1463 el patio milanés suministró el mármol para los capiteles de los claustros y en 1473 se estipuló un contrato entre la Fabbrica del Duomo y los monjes de la Certosa, gracias al cual la Fabbrica se comprometía a garantizar suministros continuos de mármol y piedra de construcción a la Certosa. El control del mármol se confió a Guniforte Solari, quien en ese momento era responsable de ambas obras. Los materiales, que, al igual que los de la Catedral de Milán, disfrutaban de la exención ducal de impuestos, llegaron a la Cartuja por el Navigliaccio y fueron desembarcados en Binasco, desde donde continuaron en carretas hasta el lugar de la obra, sin embargo, después de la restauración del En el tramo de navegación entre Binasco y Pavía (1473) era posible descargar los mármoles y piedras directamente en la Certosa. También en 1473 se iniciaron los trabajos de revestimiento y decoración de la fachada del monasterio, para lo que los cartujos decidieron utilizar, caso único en la zona lombarda, el mármol de Carrara, entonces considerado de mayor valor que el de Candoglia y el coste de los cuales fue mayor que los otros materiales disponibles en el área de la Val d'Ossola.
Ya en 1476 los cartujos entablaron relaciones con algunas familias de comerciantes y canteros de Carrara, como los Maffioli, arrendatarios de las canteras del marqués Malaspina. El precioso mármol, después de ser embarcado en Carrara, llegó por barco, después de haber circunnavegado Italia, a la desembocadura del Po, desde donde subió a Pavía. El tráfico de mármol de Carrara hacia la Cartuja fue tan voluminoso que los mismos cartujos llegaron a revenderlo a otros astilleros lombardos y en particular a la Veneranda Fabbrica del Duomo de Milán.
Debido al gran número de años que pasaron desde que comenzó a construirse hasta que se concluyó (1473), los diseños se fueron modificando a lo largo del tiempo debido a que en Italia ya se había difundido un nuevo estilo que acabaría extendiéndose por   Europa: el Renacimiento. La fachada actual fue diseñada por Guiovanni Solari, hijo de Guiniforte Solari, el que fuera jefe de las obras desde 1429.
Guiniforte Solari fue seguido como director de las obras por Giovanni Antonio Amadeo, desde 1481. La iglesia se consagró el 3 de mayo de 1497. La parte inferior de la fachada no se completó hasta 1507. 
El contrato de construcción obligaba a los monjes a usar parte del ingreso de las tierras tenidas en beneficio al monasterio para continuar mejorando el edificio. En consecuencia, la cartuja incluye una amplia colección de obras de arte de todos los tiempos, desde el siglo XV al XVIII.
Los monjes cartujos que allí residían eran inicialmente doce, en total vida de clausura, y vinculados por un contrato que preveía el destino de parte de sus beneficios (campos, terrenos, rentas, etc.) para la construcción del propio monasterio. En el siglo XVIII el monasterio era propietario de grandes propiedades (en parte ya donadas por Gian Galeazzo y sus sucesores) dispersas en la fértil campiña entre Pavía y Milán, como Badile, Battuda, Bernate, Binasco, Boffalora, Borgarello, Carpiano ( también era propiedad de los monjes el castillo de Carpiano y la iglesia de San Martino), Carpignano, Milán, Giovenzano, Graffignana, Landriano, Magenta, Marcignago, Opera, Pairana, Pasturago, Quintosole, San Colombano (donde también controlaban la castillo de San Colombano) Torre del Mangano, Trezzano, Velezzo, Vidigulfo, Vigano Certosino, Vigentino, Villamaggiore, Villanterio, Villareggio y Zeccone, que suman 2.325 hectáreas (5.745 acres) de tierra irrigada.
Además, la Cartuja también poseía un gran palacio, con jardín y oratorio en Milán, en la parroquia de San Michele alla Chiusa, un palacio y la iglesia de Santa Maria d'Ognissanti en Pavía y, desde la segunda mitad del siglo XVII, de una gran hacienda especializada en la producción de vino, con un edificio (llamado Certosa Cantù), en Casteggio.
En 1560, el Prior General de los Cartujos, un tal Piero Sarde, autorizó la instalación de equipos adecuados para la impresión de misales y libros de canto, y el 28 de agosto invitó a todos los monasterios cartujos de Italia a abastecerse exclusivamente de los productos de la nueva imprenta (el primer libro Breviarium Carthusiensis se imprimió en 1561).
En 1782, los cartujos fueron expulsados por el emperador José II de Austria, y fueron sustituidos en el monasterio por los cistercienses en 1784 y luego por los carmelitas en 1789.  En 1796, como represalia por la revuelta de Pavía, los franceses quitaron la cubierta de plomo del techo de la iglesia contra el ejército de Napoleón, así como la platería litúrgica y el gran baldaquín, recubierto de lascas de oro y piedras preciosas, que se utilizaba para la procesión del Corpus Domini. En 1810 el monasterio fue cerrado hasta que lo volvieron a adquirir los cartujos en el año 1843. En 1866 fue declarado un monumento nacional y confiscado por el estado italiano, aunque algunos benedictinos residieron allí hasta 1880. Los monjes que actualmente viven en el monasterio son cistercienses que fueron admitidos en los años sesenta.

## La iglesia
El acceso al complejo monástico se realiza a través de un vestíbulo de la época del Renacimiento, con frescos tanto por dentro como por fuera. En el luneto de entrada descolorido, dos ángeles sostienen el escudo de armas del cliente Gian Galeazzo, con la serpiente Visconti y el águila imperial. La decoración superior, dibujada por Bernardino de 'Rossi en 1508, está mejor conservada. En el interior, un arco de mármol con motivos vegetales lleva tondi con las efigies de Gian Galeazzo y Filippo Maria Visconti. A los lados, los santos Cristóbal y Sebastián de Bernardino Luini, seguidor de Leonardo. Todo el interior está revestido con motivos renacentistas en vivos colores y decorado con el monograma GRA-CAR (Gratiarum Chartusia, Cartuja de Gracia).
La cartuja de Pavía es un edificio que consta de tres naves y un transepto. Está inspirada, en una escala reducida, por el Duomo de Milán. Las bóvedas están alternativamente decoradas con formas geométricas y cielos estrellados. El transepto y la capilla principal acaban con capillas de plano cuadrado con ábsides menores, semicirculares, en tres lados.
El plan primigenio para la fachada era más sobrio, y puede verse en un fresco obra de Ambrogio Bergognone en el ábside del transepto derecho, (1490-1495), representando a Gian Galeazzo Visconti ofreciendo la maqueta de la cartuja a la Virgen María. Su perfil, con techos en tres niveles, se ha comparado con las iglesias de Santa María del Carmen en Pavía y San Petronio en Bolonia.

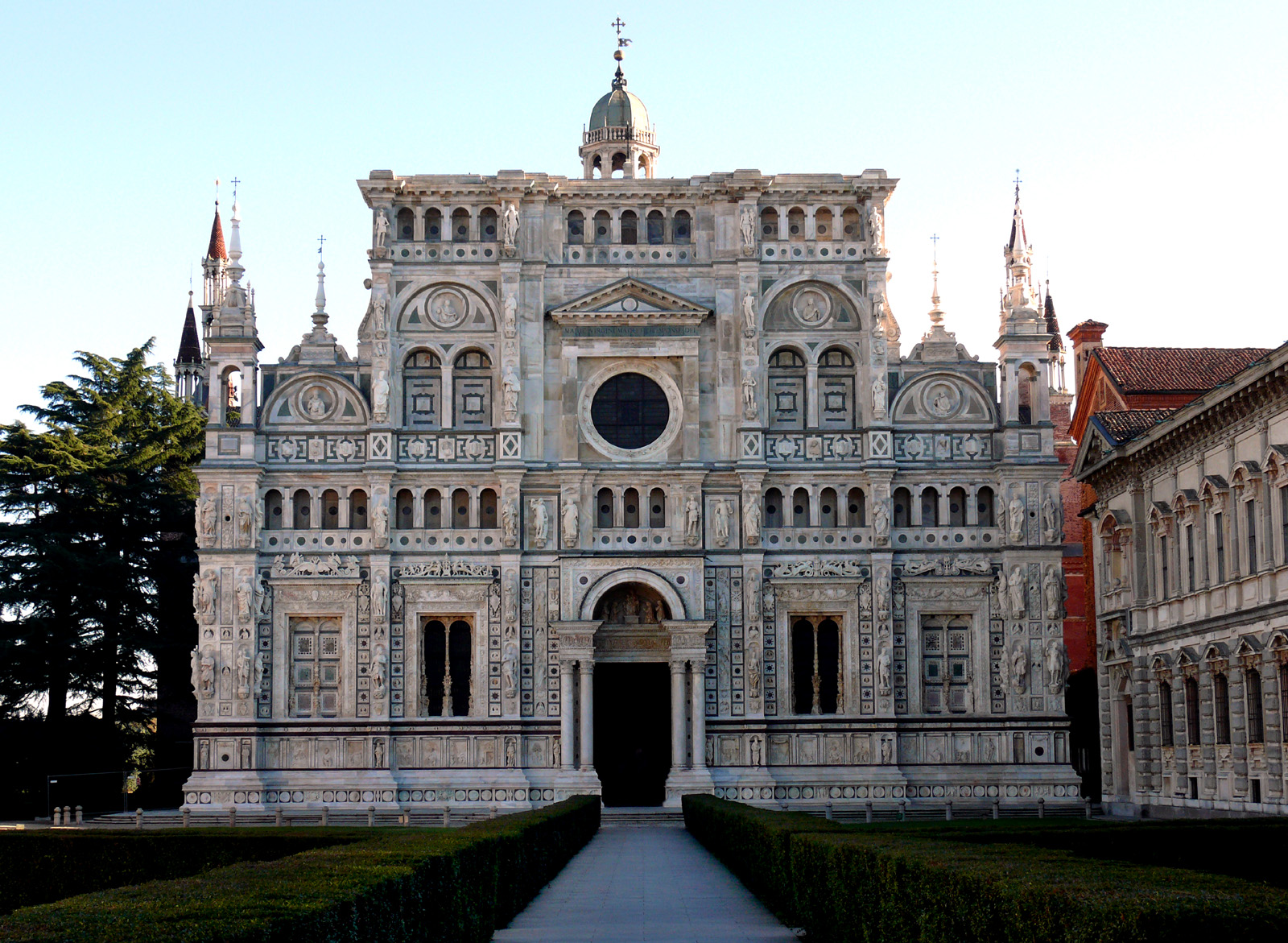
La fachada.
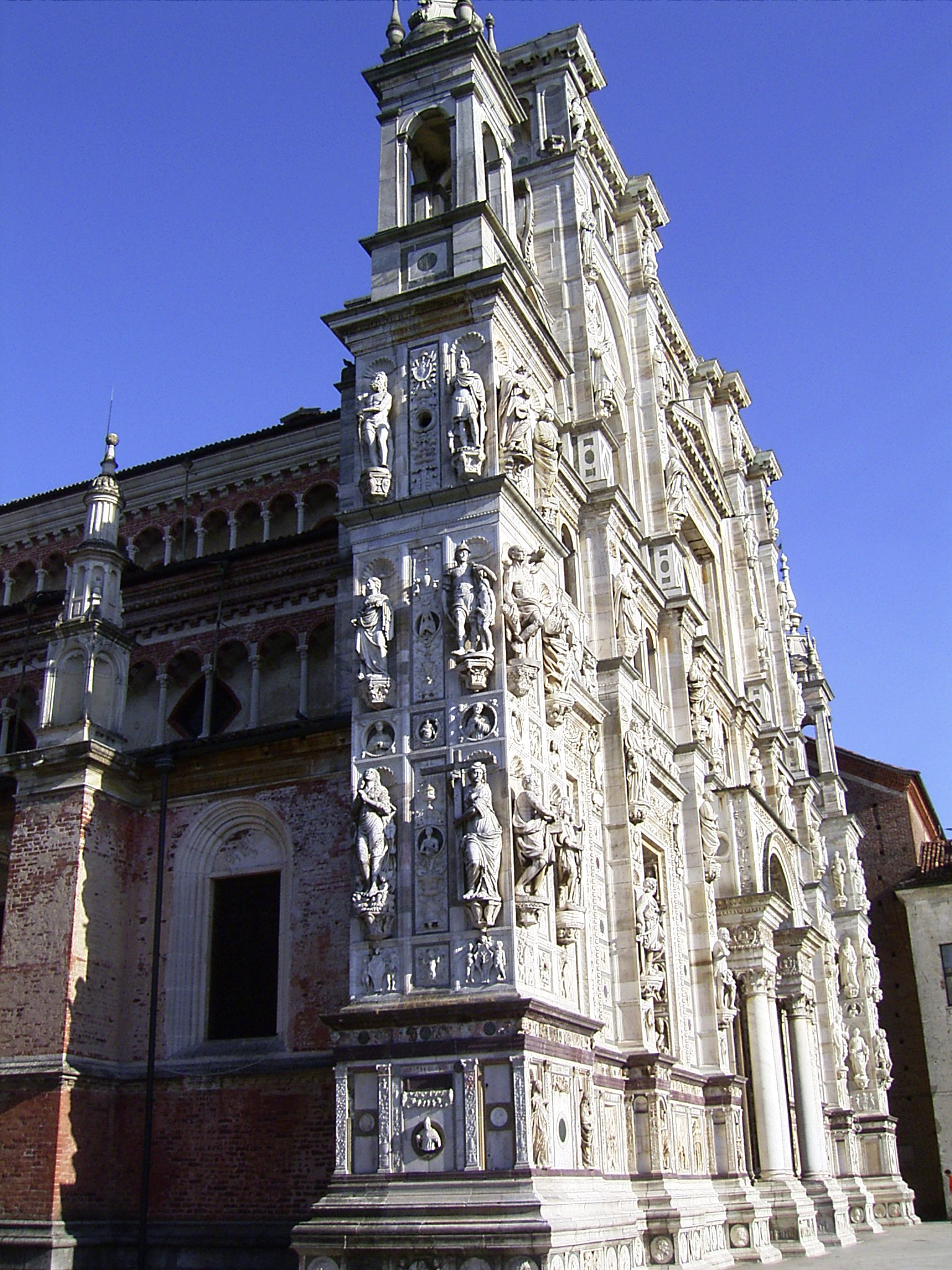
La fachada vista desde el lateral.
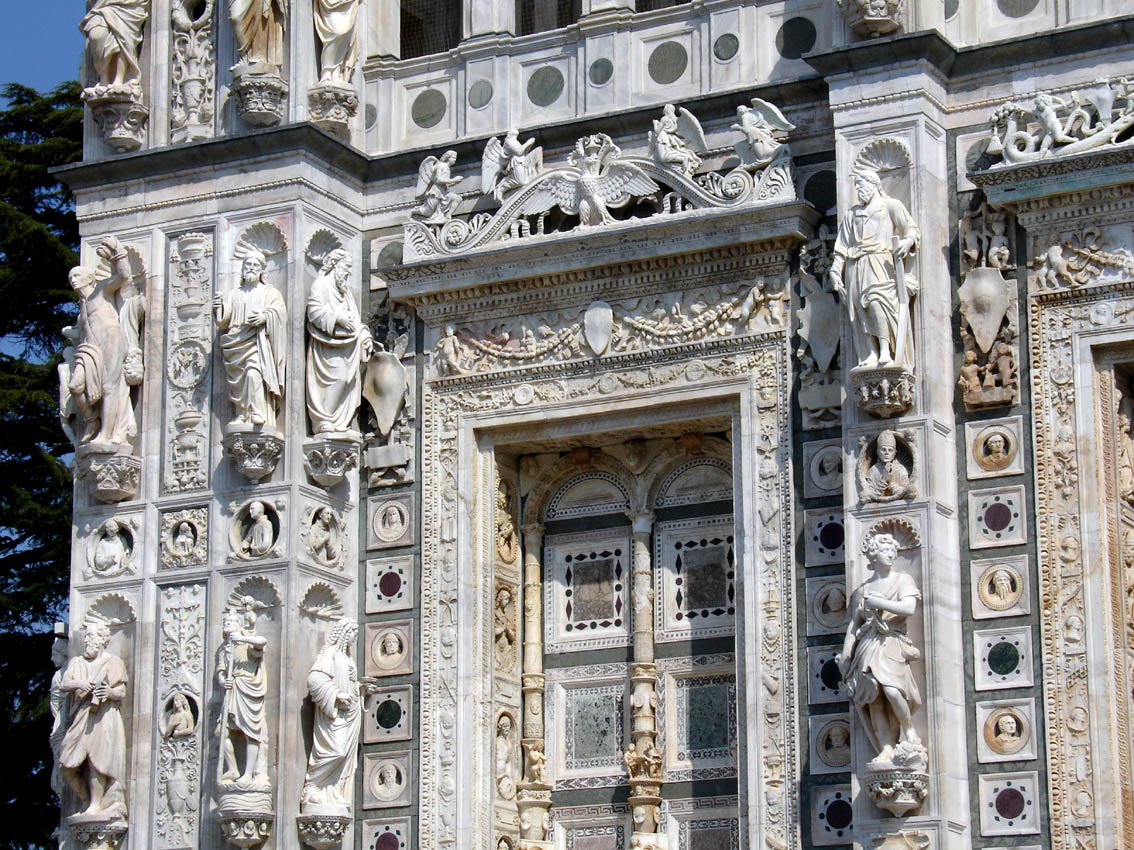
Detalle de fachada.
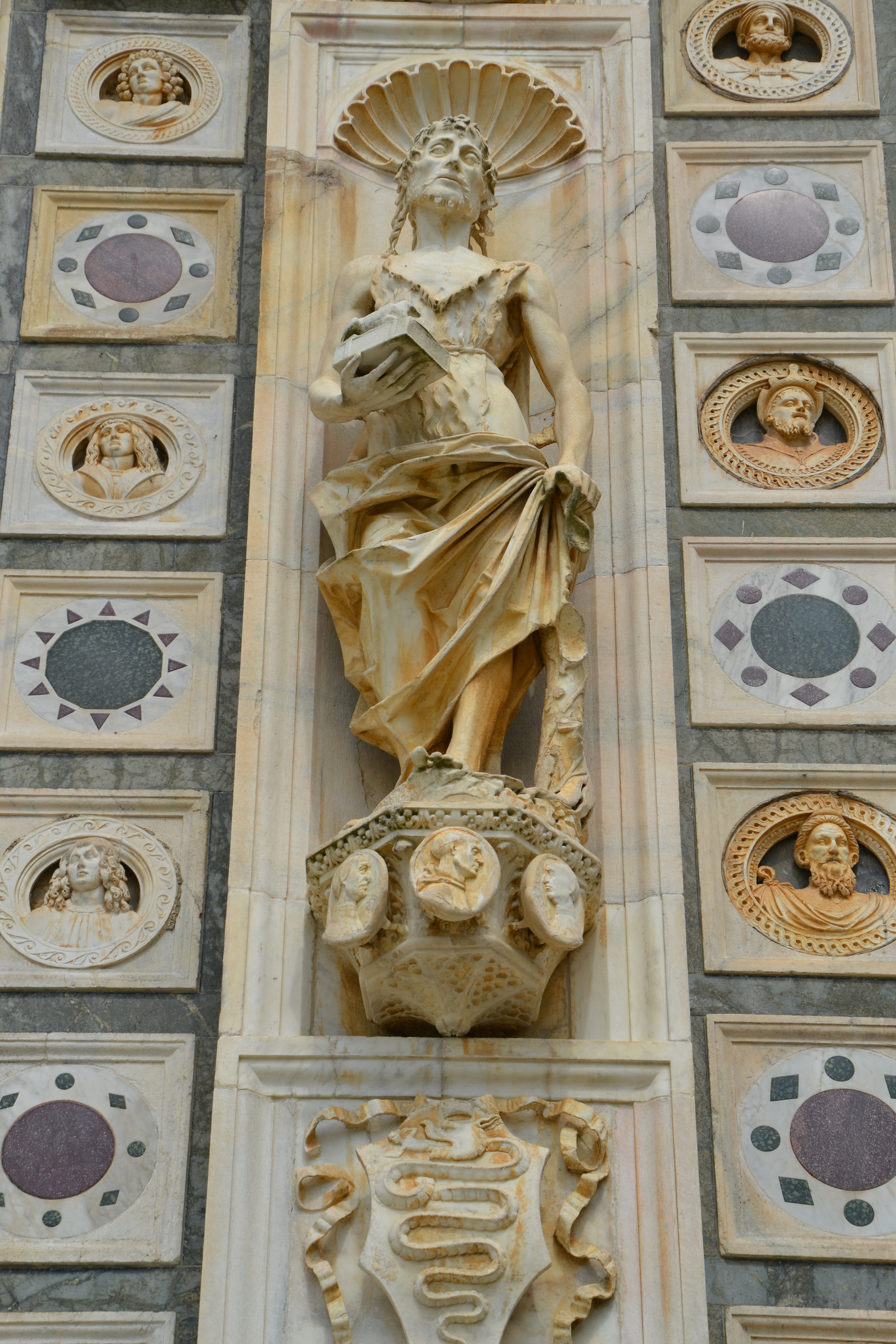
Antonio Mantegazza y Cristoforo Mantegazza, San Juan Bautista.
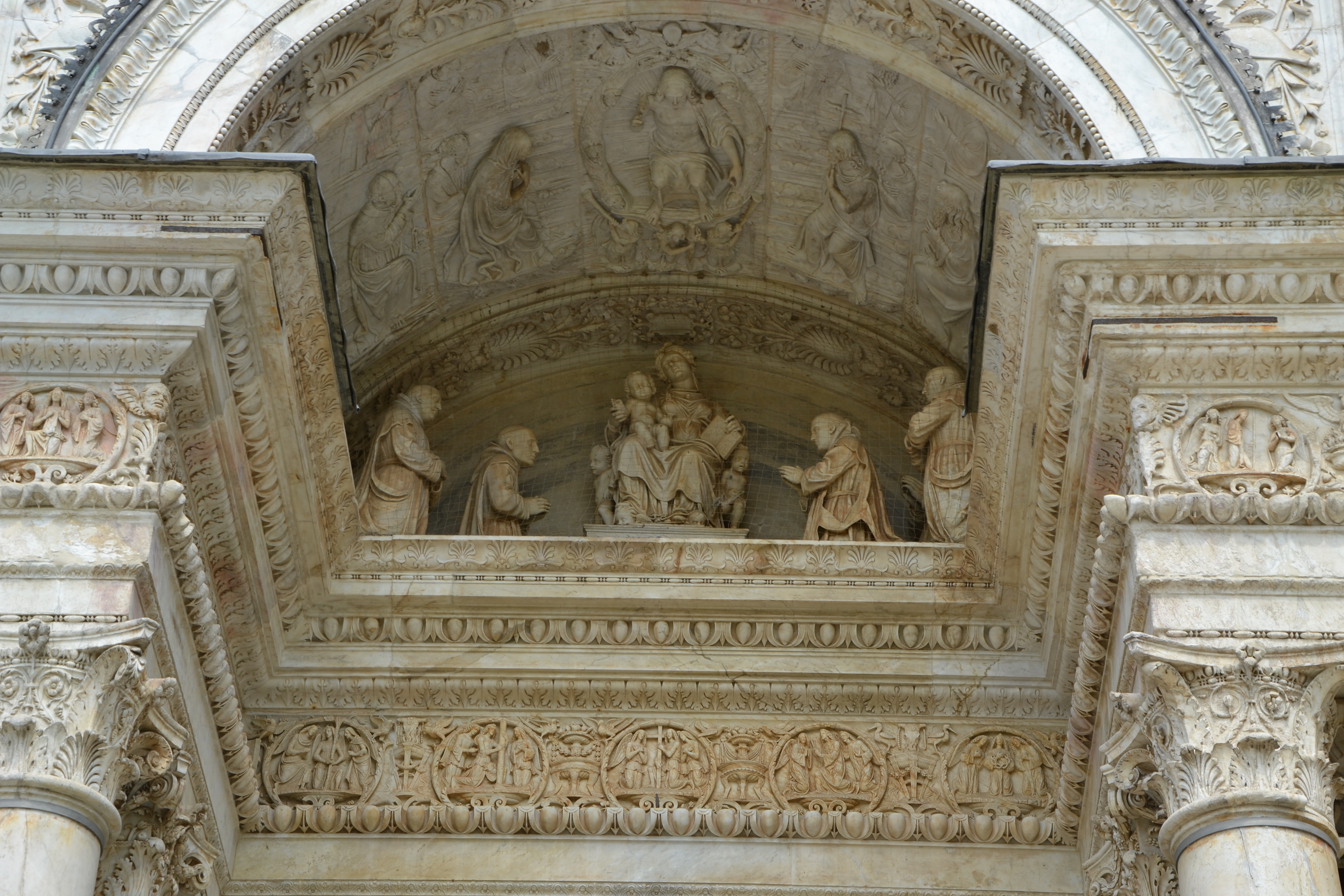
Benedetto Briosco, arco portal (1501).

La fachada de la iglesia es famosa por su exuberante decoración, típica de la arquitectura lombarda, decorada toda su superficie con relieves, mármoles y estatuas. Entre los escultores que trabajaron aquí estuvieron Cristoforo Mantegazza y Giovanni Antonio Amadeo. Además de la escultura aplicada, la propia fachada en sí tiene una rica cualidad escultural debido al contraste entre superficies de texturas ricas, contrafuertes marcados, marcas horizontales y vanos con arcos, algunos de los cuales están cubiertos, mientras que aquellos de los campanarios pequeños están al aire. 
La fachada, creada mediante la superposición de simples rectángulos, está cargada de decoraciones, un procedimiento típico de la arquitectura renacentista lombarda y está realizada en mármol de Carrara y en menor medida por mármol de Candoglia, piedra de Saltrio, piedra de Varenna y pórfido rojo egipcio (este último quizás derivado de hallazgos arquitectónicos de la época romana).
El portal de estilo clasicista es obra de Benedetto Briosco (1501). El porche tiene un gran arco de forma clasicista que descansa sobre columnas corintias pareadas cada una de ellas coronada por una cornisa fuertemente modelada sobre la que descansa el arco, derivándose la construcción de los clásicos, usado por Brunelleschi, y empleado aquí para un efecto más marcado y sorprendente. La decoración es en bajorrelieve ilustrando la Historia de la cartuja. Sobre el arco central hay un balcón cubierto de tres arcos, sobre el cual se abre la ventana central.

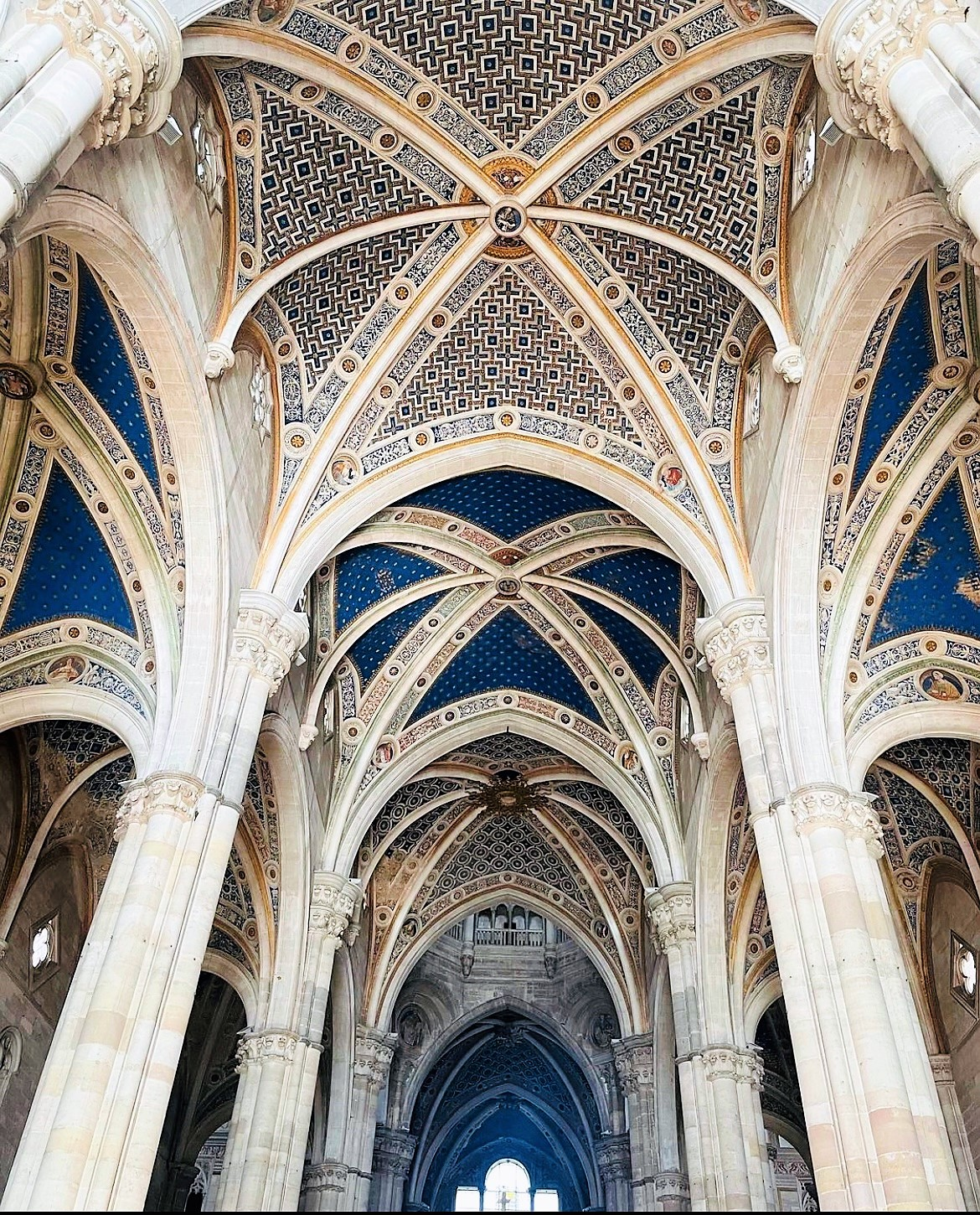
La nave central.
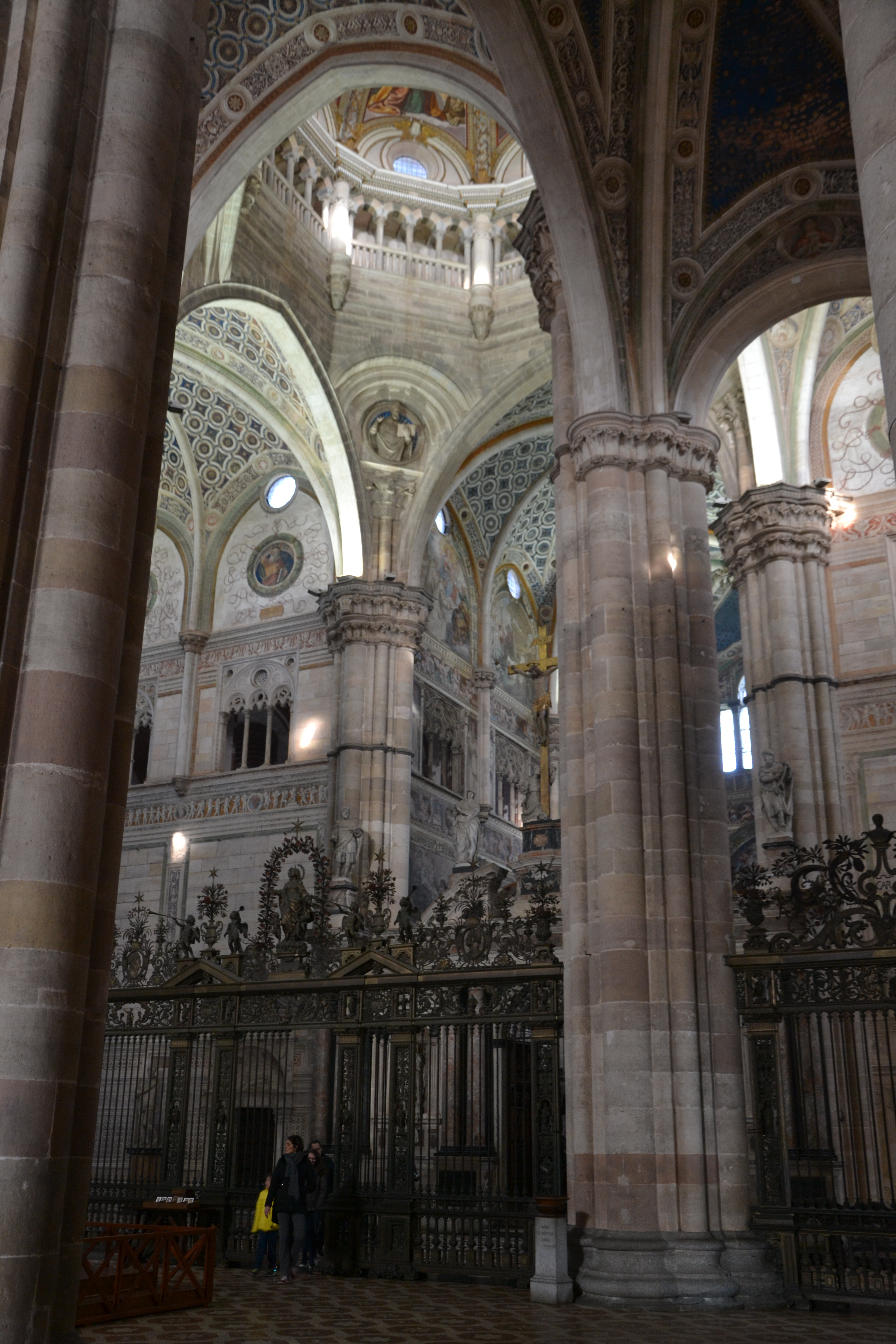
El transepto.
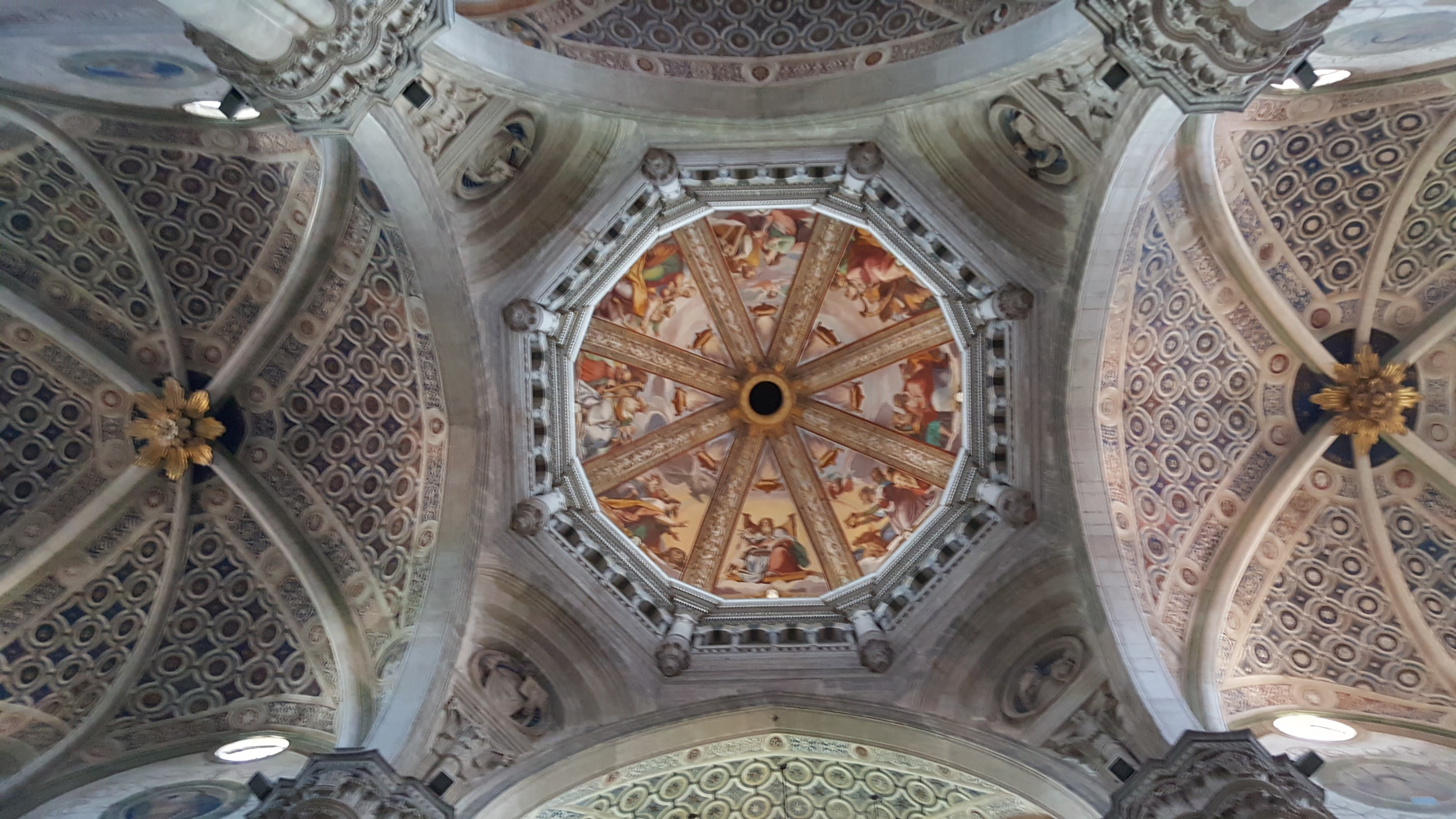
La cúpula.
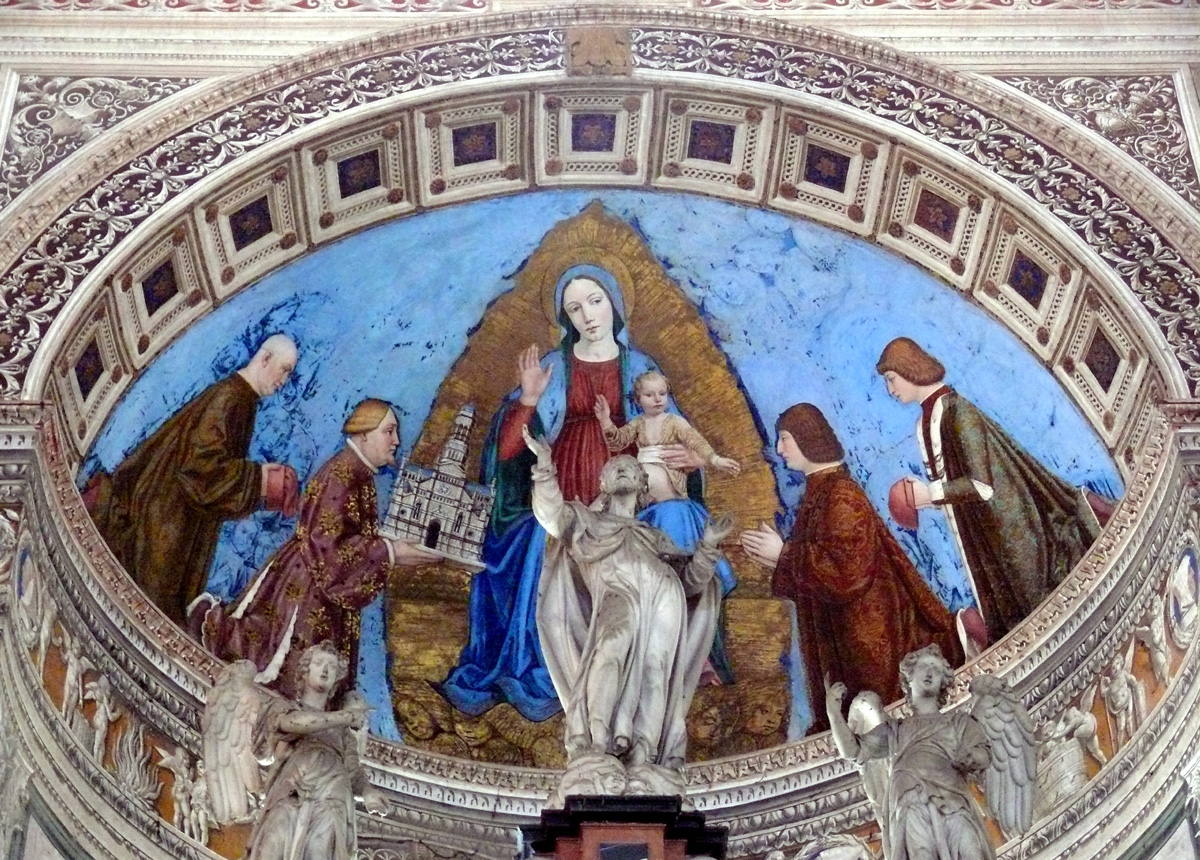
Ambrogio Bergognone, el duque Gian Galeazzo Visconti dona la Cartuja a la Virgen.
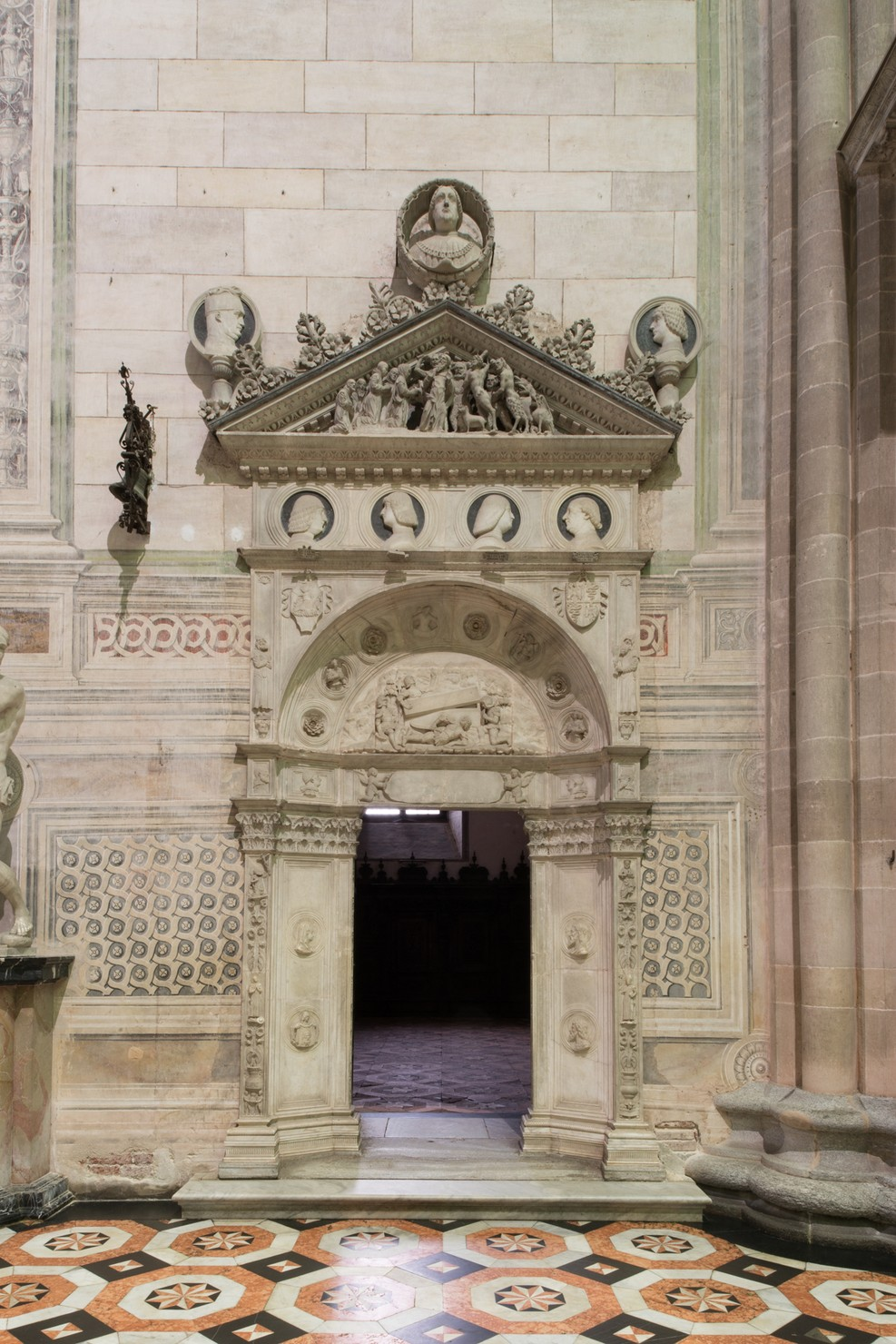
Portal de la sacristía con retratos de los duques de Milán, XV siglo.
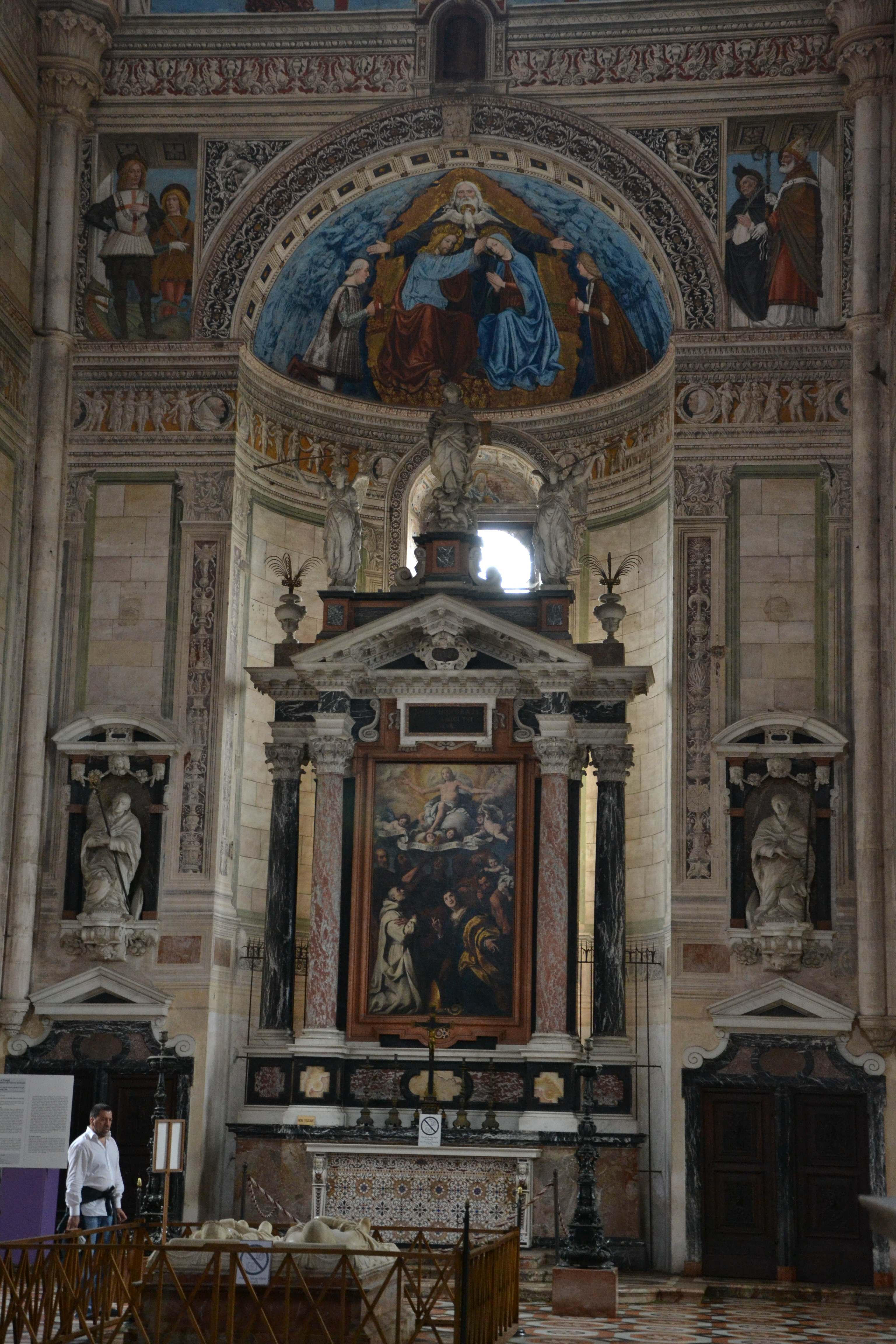
Ambrogio Bergognone, Coronación de la Virgen en presencia de Dios Padre entre Francesco Sforza, Ludovico Sforza y los Santos Fortunato, Jorge, Pedro de Verona y Ambrosio (cubeta absidal), abajo, retablo de Giovanni Battista Crespi.

Esta campaña se interrumpió en 1519 cuando el trabajo avanzaba por la condición de ocupación francesa en Lombardía después de la Guerra de la Liga de Cambrai. Las tropas francesas acamparon alrededor de la Cartuja. Las anotaciones del trabajo en la fachada no se reanudaron hasta 1554, cuando se aprobó un diseño revisado bajo la dirección de Cristoforo Lombardo para completar la fachada sobre la segunda arcada; allí la taracea de mármol sustituyó a la rica decoración escultórica de la zona inferior. Algunos detalles finales fueron agregados por Galeazzo Alessi.

## Pinturas
Los frescos que adornan las paredes y las bóvedas del crucero se deben, como se ha dicho, a Ambrogio Bergognone asistido por un grupo de maestros desconocidos, entre ellos el jovencísimo Bernardo Zenale. Una fuerte impronta de Bramante emerge de estas obras, en el equilibrio de las proporciones y la precisión de las perspectivas. En el ábside derecho del crucero, el fresco de Bergognone con Gian Galeazzo Visconti presenta a la Virgen con la maqueta de la Cartuja, entre Filippo Maria Visconti, Galeazzo Maria Sforza y Gian Galeazzo Sforza, realizada entre 1490-1495, mientras que el ábside del a la izquierda representa la coronación de María entre Francesco Sforza y Ludovico Sforza, con la que este último quiso celebrar su sucesión dinástica, obtenida no sin polémica tras la muerte de su sobrino Gian Galeazzo Sforza. Los dos retablos uno frente al otro en los extremos opuestos del crucero son obras maestras del barroco de Giovanni Battista Crespi, la Virgen y los ss. Charles y Hugues de Grenoble pintaron en 1617-18, así como la Virgen y San Bruno.

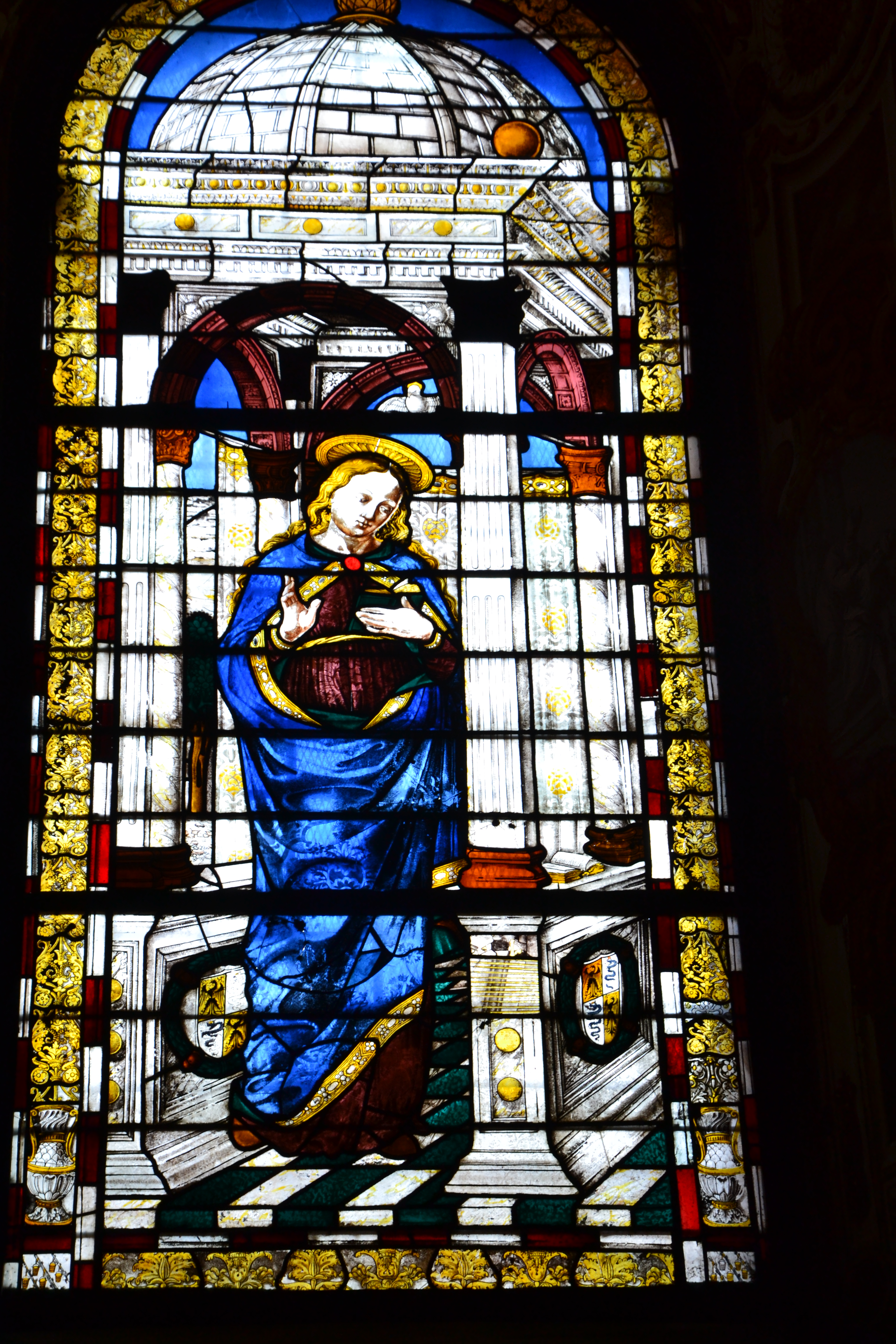
Vincenzo Foppa, Madonna Annunciata, ca. 1475-1480.
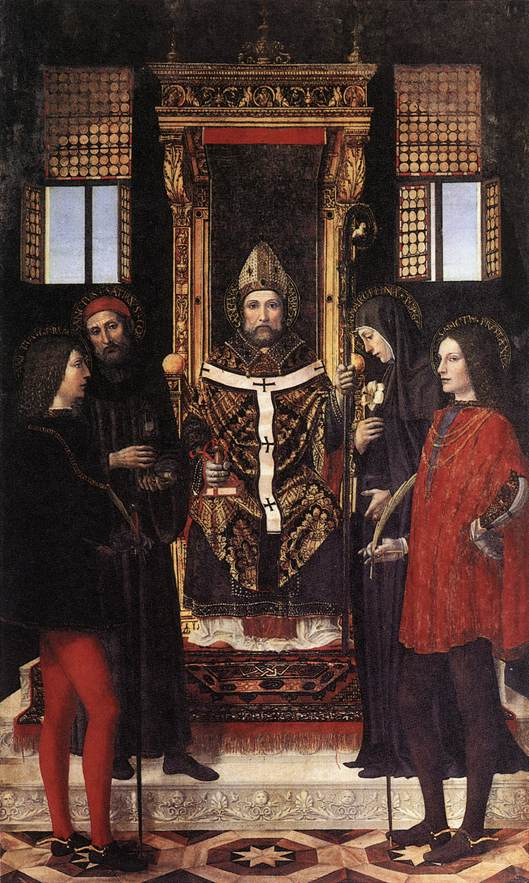
Ambrogio Bergognone, Retablo de San Ambrosio (1490).
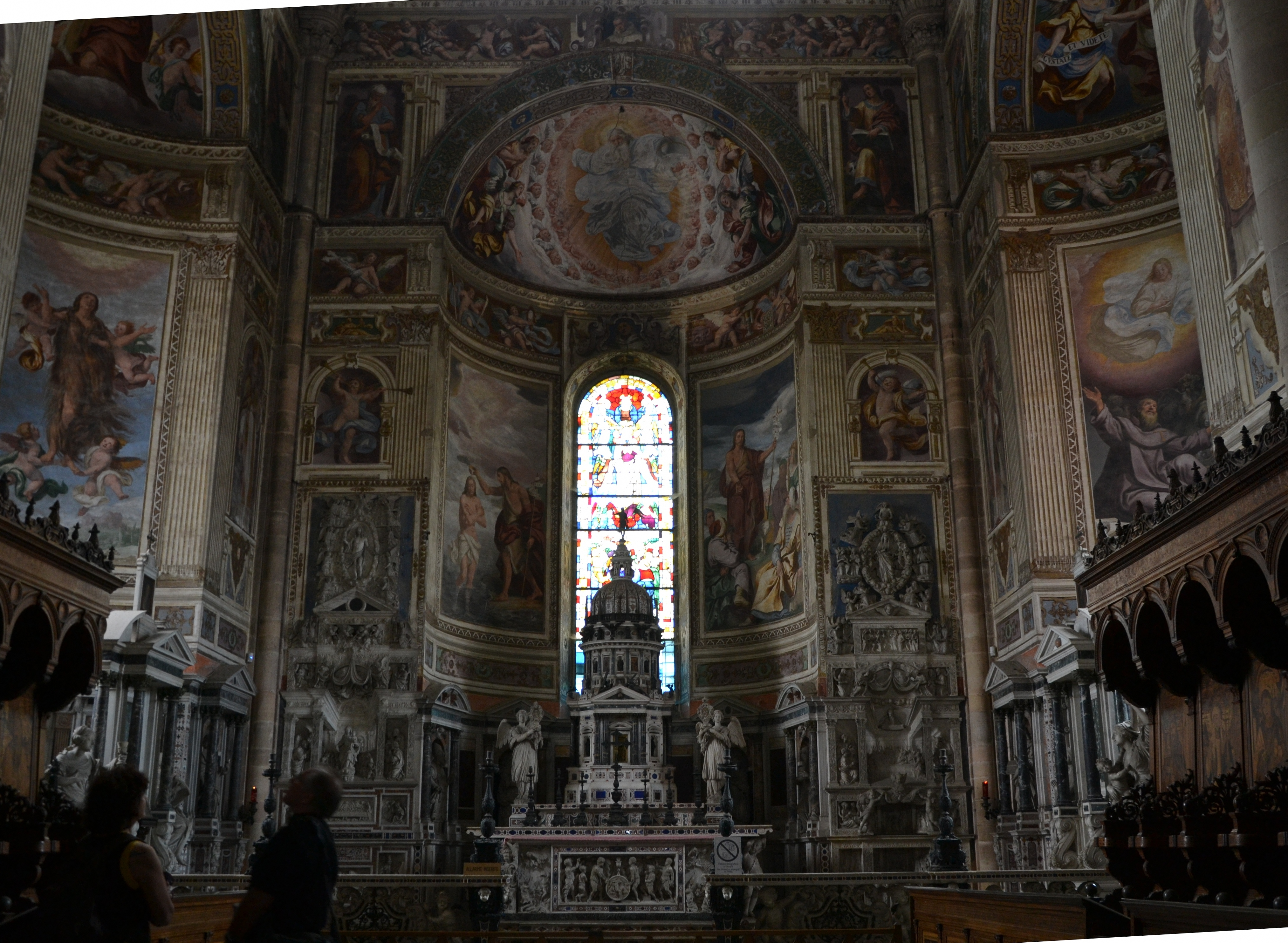
El altar principal.
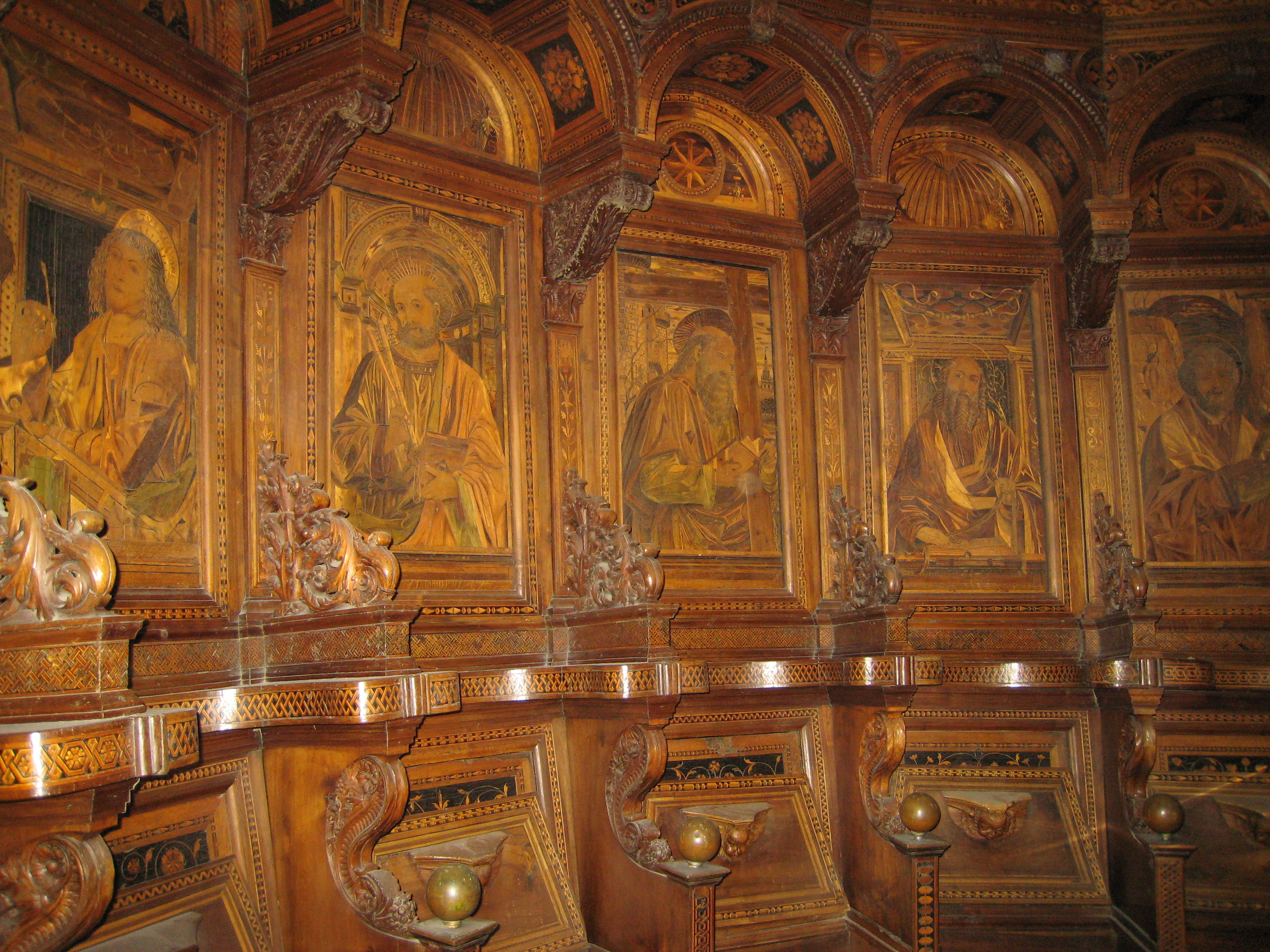
Detalle del coro en madera, 1486-1497.
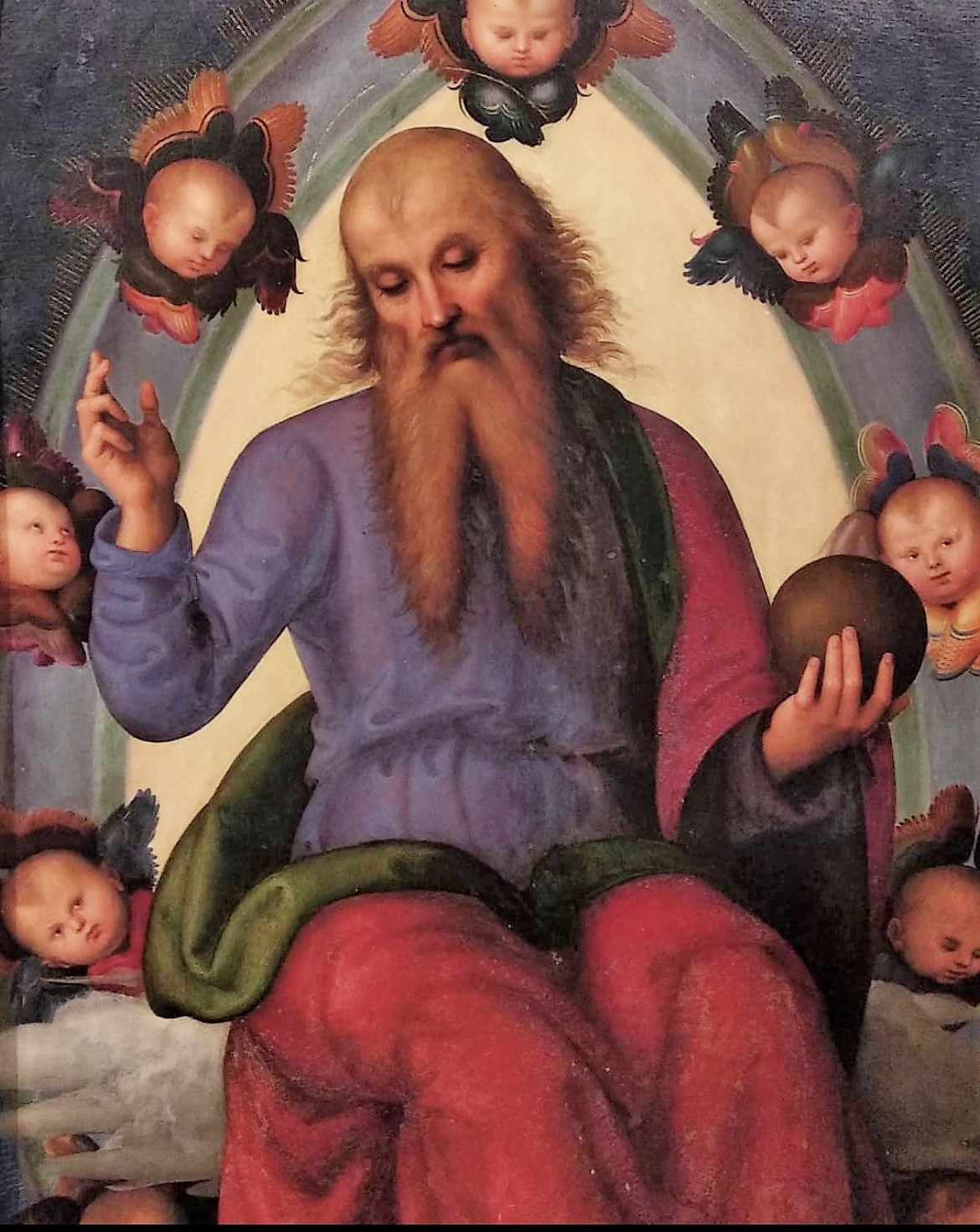
Pietro Perugino, Bendición de Dios Padre (1496).

La cartuja tiene obras maestras de Bergognone incluyendo los paneles de san Ambrosio St. Ambrose  (1490), y San Siro (1491) y, más destacadamente, la Crucifixión (1490). Otras obras de Bergognone se encuentran ahora en otros museos de Europa.
Otras pinturas en la iglesia incluyen un Santo Padre, paneles de Giovanni Battista Crespi, Il Morazzone, Guercino, Francesco Cairo y Daniele Crespi, y un remanente de un políptico de Perugino. Representando originalmente a la Virgen y los santos, ahora está desarmado y esparcido entre los museos: la única parte en la Certosa es Dios Padre con querubines. Ha desaparecido una Anunciación; tres paneles, la Virgen adorando al Niño Jesús, San Miguel y San Rafael con Tobías se exhiben en la Galería Nacional de Londres, en el Reino Unido.
En el crucero sur se encuentra la tumba de Gian Galeazzo Visconti, iniciada en 1494-1497 por Giovanni Cristoforo Romano y Benedetto Briosco, pero terminada solo en 1562. El crucero norte alberga la tumba de Ludovico Sforza, séptimo duque de Milán, y su esposa Beatriz de Este. Las esculturas en la tumba fueron llevadas aquí en 1564 desde la iglesia milanesa de Santa Maria delle Grazie, las estatuas generalmente se consideran la obra maestra de Cristoforo Solari.
En la Cappella di San Michele (Capilla de San Miguel) hay frescos de Carlo Francesco Nuvolone. La primera capilla a la izquierda es de estilo barroco. El retablo con María Magdalena a los pies de Cristo es de Giuseppe Peroni de Parma (1757), mientras que la decoración al fresco es de Federico Bianchi, alumno de Ercole Procaccini (1663). El altar está hecho de granito egipcio, bronce, piedras semipreciosas y mármol policromado y es obra de Carlo Sacchi. La tercera capilla, dedicada a San Juan Bautista, a quien está dedicado el ciclo de frescos del genovés Giovanni Battista Carlone.
La cuarta capilla, cuyo altar está equipado con columnas de alabastro, conserva un frontal con la Matanza de los Inocentes, de Dionigi Bussola de 1677, mientras que el retablo del pintor cremonés Pietro Martire Neri (1640-41) representa la Adoración de los Reyes Magos. La capilla conserva dos frescos: la Virgen con el Niño y San Jerónimo de Ambrogio Bergognone.
En la quinta capilla, el Retablo de Francesco Cairo (insertado en un rico altar barroco de alabastro y mármol policromado), representa a Santa Catalina de Siena junto a su homónima Santa Catalina de Alejandría. La capilla está iluminada por un gran ventanal, con una vidriera realizada hacia 1485 por un anónimo maestro lombardo sobre un cartón de Vincenzo Foppa que representa a Santa Catalina de Alejandría.
La sexta capilla de la derecha alberga la Virgen y el Niño con los santos Pedro y Pablo, una obra maestra barroca de Guercino. La séptima capilla de la izquierda conserva un retablo que representa a la Virgen del Rosario, obra maestra del maestro barroco milanés Pier Francesco Mazzucchelli, pintor al servicio del cardenal Federico Borromeo, que crea una obra de refinada elegancia en tonos delicados, en los alargados formas y en las dulces expresiones de los personajes. La segunda capilla a la derecha alberga otra obra maestra del Renacimiento encargada por Ludovico Sforza: el políptico con la Virgen y los Santos Hugo de Langres y Hugo de Canterbury de Macrino d'Alba realizado en 1496.
Si la bóveda del presbiterio todavía presenta frescos renacentistas, el vasto ciclo de frescos que cubre las paredes del presbiterio fue encargado en 1630 a Daniele Crespi. Es un ciclo compuesto, con escenas extraídas del Nuevo Testamento, hagiografías de santos cartujos y otros santos, hábilmente insertados en la arquitectura gótica a través de un complejo sistema de cuadrados decorativos, que enmarcan grandes escenas sacras y paneles más pequeños con figuras aisladas de evangelistas, médicos de la Iglesia, profetas, sibilas, cartujos y santos beatos.
La cúpula fue pintada al fresco en 1599 por Pietro Sorri y Alessandro Casolani con las figuras de Dios Padre con el Cordero y los Reyes del Apocalipsis.

## Vidrieras y otros trabajos
La cartuja posee una importante colección de vidrieras, ejecutadas a partir de cartones de maestros activos en Lombardía en el siglo XV, incluyendo a Zanetto Bugatto, Vincenzo Foppa, Ambrogio Bergognone y Hans Witz. 
En el presbiterio se encuentra el gran coro renacentista de madera tallada, encargado por Ludovico il Moro. Es notable tanto desde el punto de vista de la incrustación como por la calidad de los diseños de los que se tomaron las incrustaciones, probablemente realizados por los mismos artistas que crearon las decoraciones pictóricas como Ambrogio Bergognone y Zenale. Los 42 dossales representan santos o personajes bíblicos, cada uno de los cuales muestra escenarios arquitectónicos o naturales con construcciones elaboradas e imaginativas de estilo renacentista. La ejecución fue confiada por el duque en 1486 a Bartolomeo de Polli, un modenés ya activo en la corte de Mantua, y completada por el incrustante cremonese Pantaleone de Marchi, a tiempo para la consagración de la iglesia, que tuvo lugar en 1497.
El gran altar mayor está rematado por un colosal copón en forma de templo de planta central con una gran cúpula, construido en mármol de Carrara, con inserciones en mármol policromado y piedras preciosas como lapislázuli, cornalina, jaspe y ónix, y acabados en bronce. Fue construido en 1568 por el escultor Ambrogio Volpi. El templete de este altar está enriquecido con trece estatuillas de bronce de Angelo Marini. La cruz del altar, el candelabro y el candelabro grande (2,03 metros de altura) son de Annibale Fontana.
La sacristía de la cripta contiene, entre otros tesoros, un tríptico en marfil y marfil de hipopótamo de Baldassarre degli Embriachi, donado por Gian Galeazzo Visconti. La obra, obra maestra de la talla del gótico tardío, mide 2,45 metros en la base para una altura máxima, referida a los pináculos laterales, de 2,54 metros. Está compuesto por minuciosas composiciones y adornado con pequeños tabernáculos con estatuillas de santos en su interior; en el compartimento central hay 26 paneles que ilustran la leyenda de los Reyes Magos según los evangelios apócrifos; en el compartimento de la derecha y de la izquierda, 36 bajorrelieves (18 en cada lado) representan episodios de la vida de Cristo y la Virgen. En la cúspide mediana, dentro de un tondo sostenido por ángeles, domina la figura de Dios, mientras que la base del tríptico presenta una piedad, flanqueada por 14 edículos con otras tantas estatuillas decoradas de Santos. También hay dos pilares poligonales externos formados por 40 pequeños tabernáculos adornados con estatuillas.

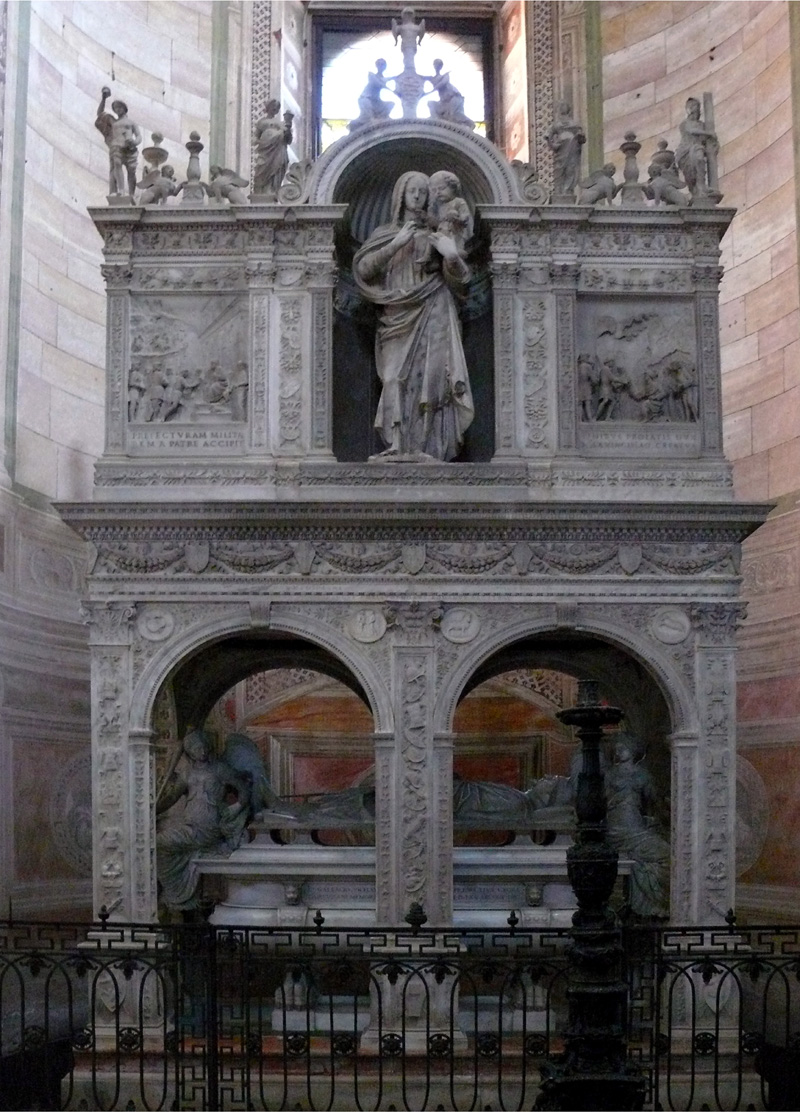
Gian Cristoforo Romano, tumba de Gian Galeazzo Visconti.
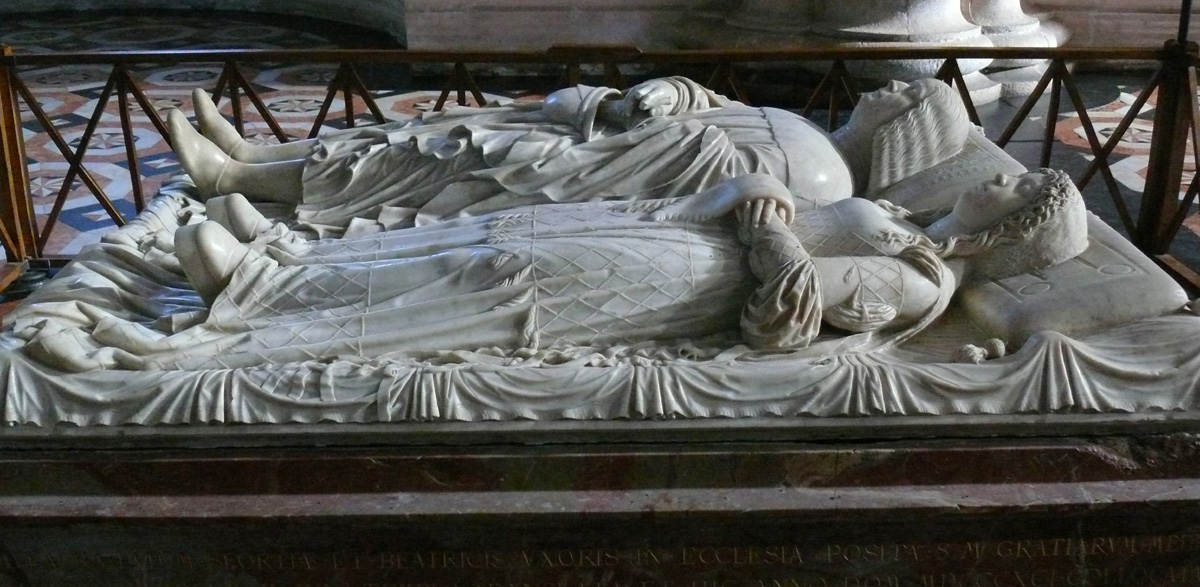
Cristoforo Solari, cenotafio de Ludovico Sforza y Béatriz de Este.
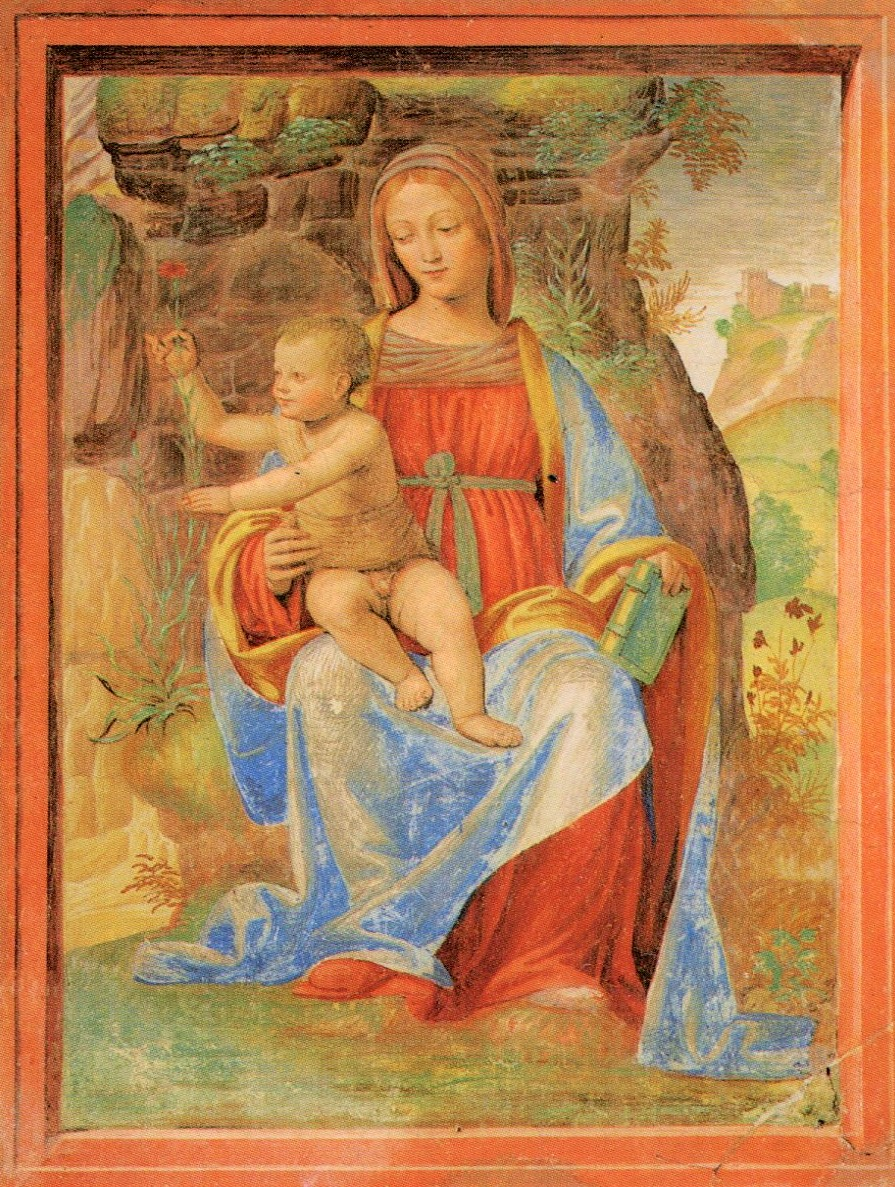
Bernardino Luini, Virgen.
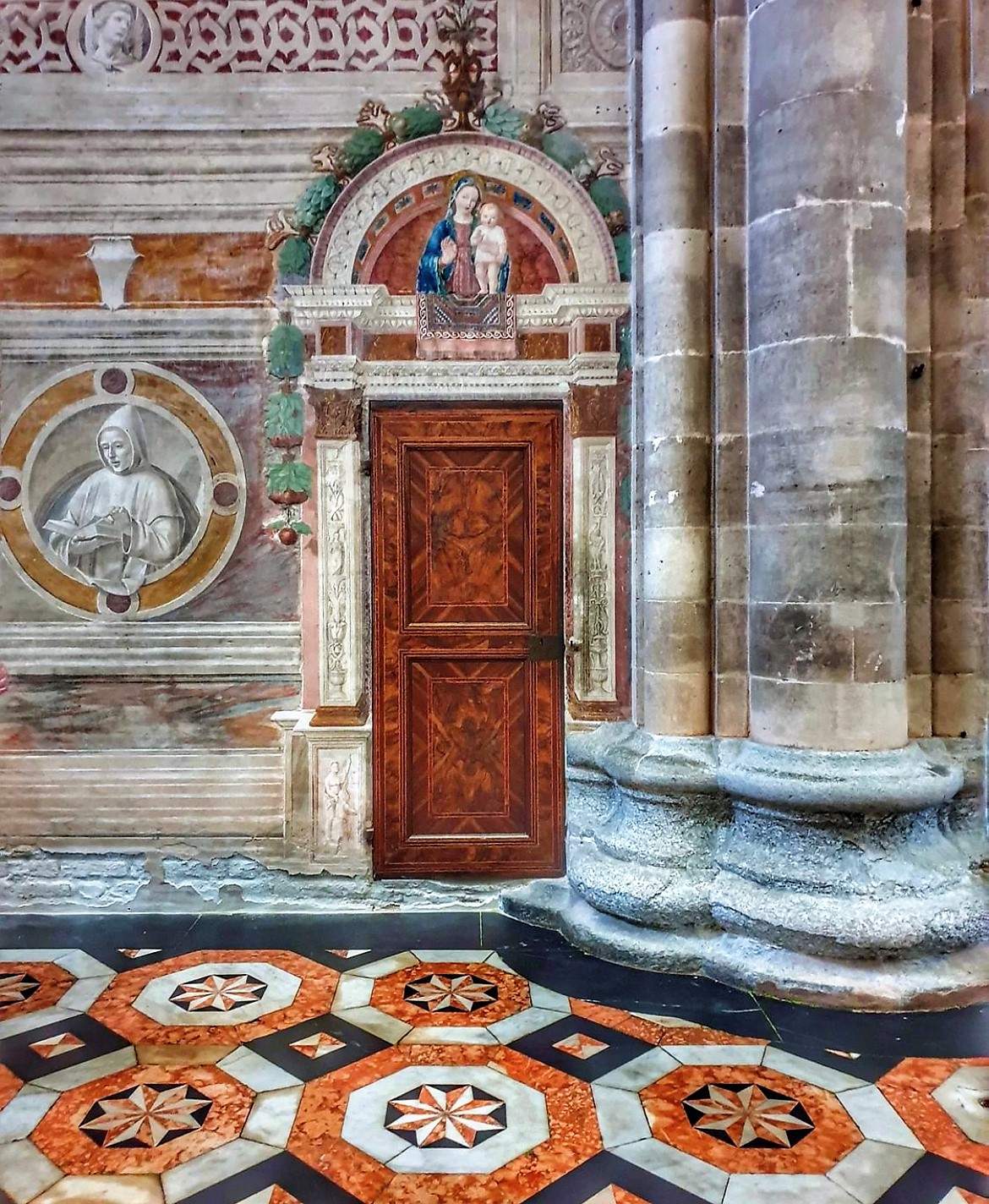
Ambrogio Bergognone, Virgen.
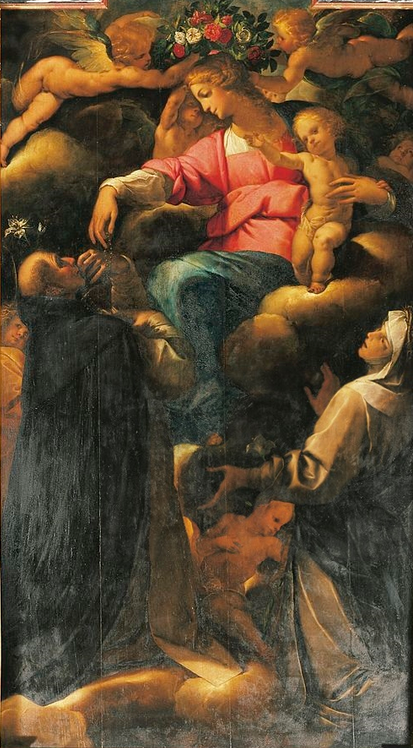
Pier Francesco Mazzucchelli, Nuestra Señora del Rosario (1617).

## Claustros pequeño y grande
Un elegante portal, con esculturas de los hermanos Mantegazza y Giovanni Antonio Amadeo, conduce desde la iglesia al claustro pequeño (en italiano: Chiostro Piccolo). Tiene un pequeño jardín en el centro. Su rasgo más destacado es la decoración de terracota de las pequeñas pilastras, ejecutada por Rinaldo de Stauris entre 1463 y 1478. Algunas arcadas están decoradas por frescos de Daniele Crespi, actualmente arruinadas en parte. También es notable el lavabo de piedra y terracota de finales del siglo XIV, con escenas de Jesús con la Mujer de Samaria en el Pozo.
Decoraciones similares caracterizan también al claustro grande (Chiostro Grande), que mide 125 x 100 metros. Las elegantes celdas de los monjes se abren al jardín central. Las arcadas tienen columnas con preciosas decoraciones de terracota, con tondos representando santos, profetas y ángeles, alternando mármol de Verona rosa y blanco. En un tiempo hubo también pinturas de Vincenzo Foppa, hoy desaparecidas.

## La sacristía nueva
Se accede por el fondo del crucero derecho, y fue decorado en época barroca. Originalmente, la sala, construida en 1425, albergaba el cabildo y la biblioteca del monasterio y sólo se transformó en sacristía a finales del siglo XVI. La gran sala rectangular única fue pintada al fresco en 1600 por el pintor sienés Pietro Sorri, quien, inspirado en la Capilla Sixtina de Miguel Ángel, cubrió la gran bóveda con episodios bíblicos, figuras monumentales de profetas en nichos y querubines gráciles girando en copas. En comparación con el modelo romano, sin embargo, la obra de Sorri transmite alegría y ligereza al espectador mediante el uso de acordes cromáticos claros y brillantes y la suntuosidad de los escenarios y escenarios. Los armarios de madera, adornados con estatuillas atribuidas a Annibale Fontana, son una notable obra escultórica. En el altar, el tríptico de la Asunción es de Andrea Solario, uno de los principales representantes de la escuela leonardesca que floreció en Milán tras la marcha del maestro.

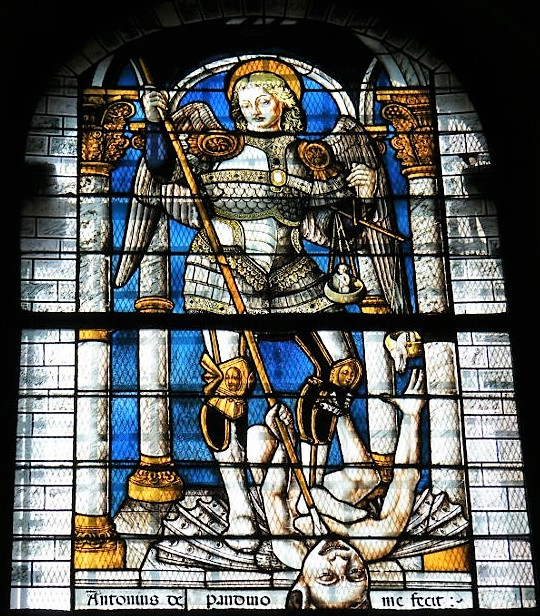
Antonio da Pandino, San Miguel, hacia 1470.
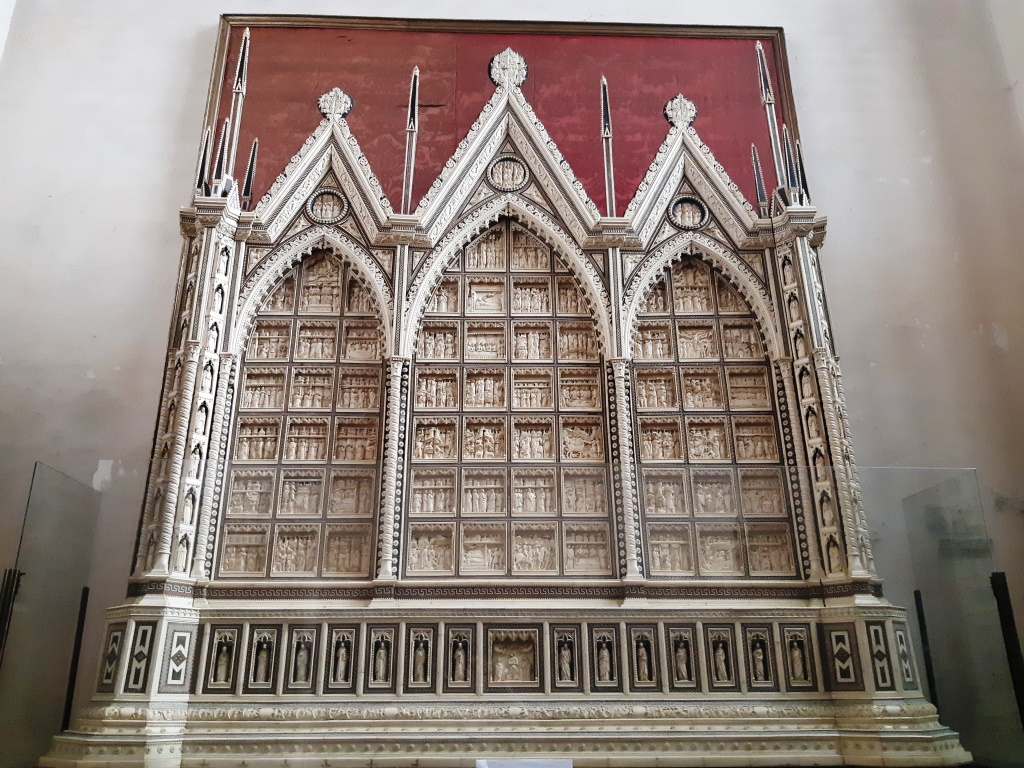
Baldassare degli Embriachi, Tríptico Embriachi (1400-1409).
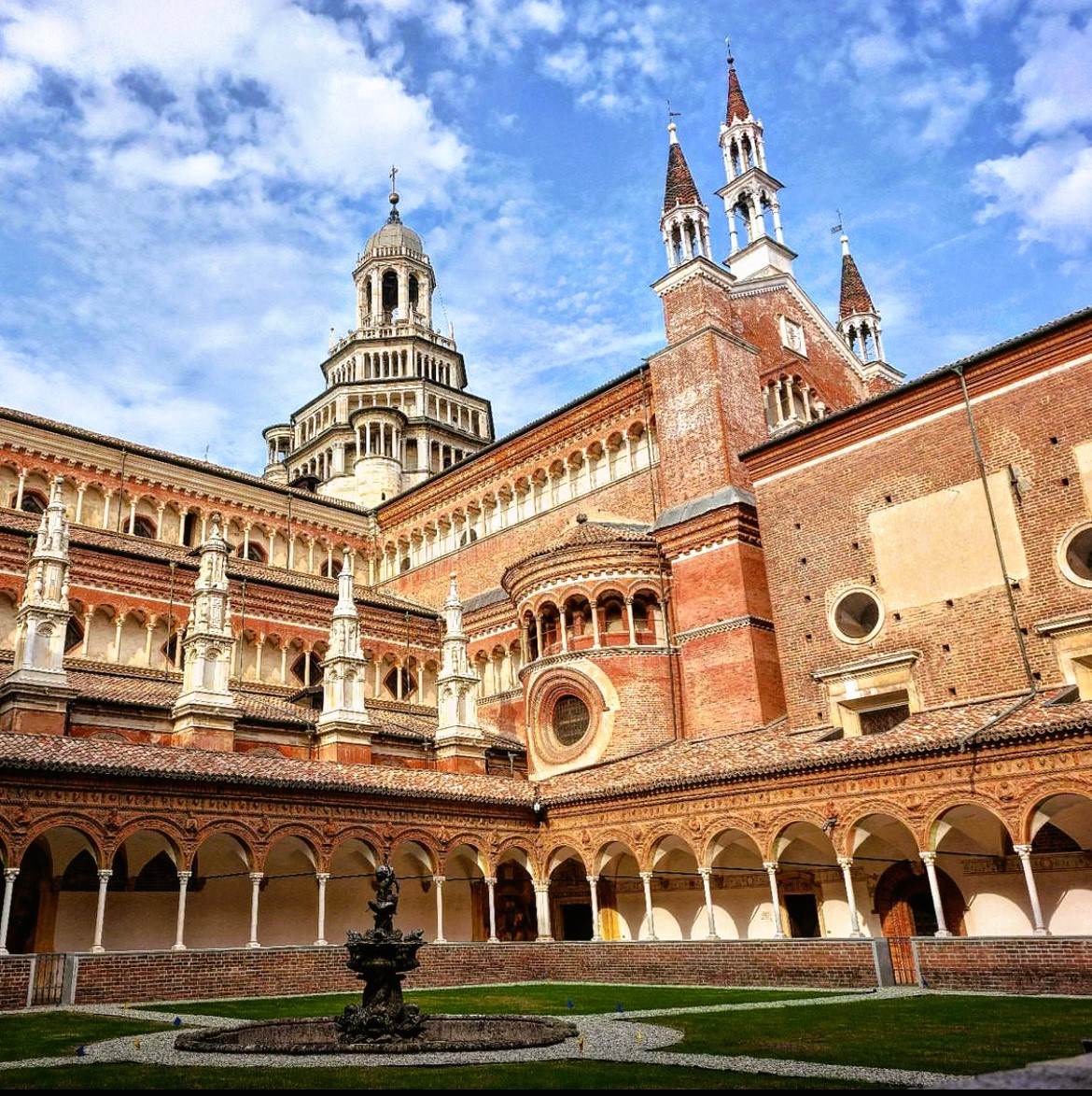
El claustro pequeño.
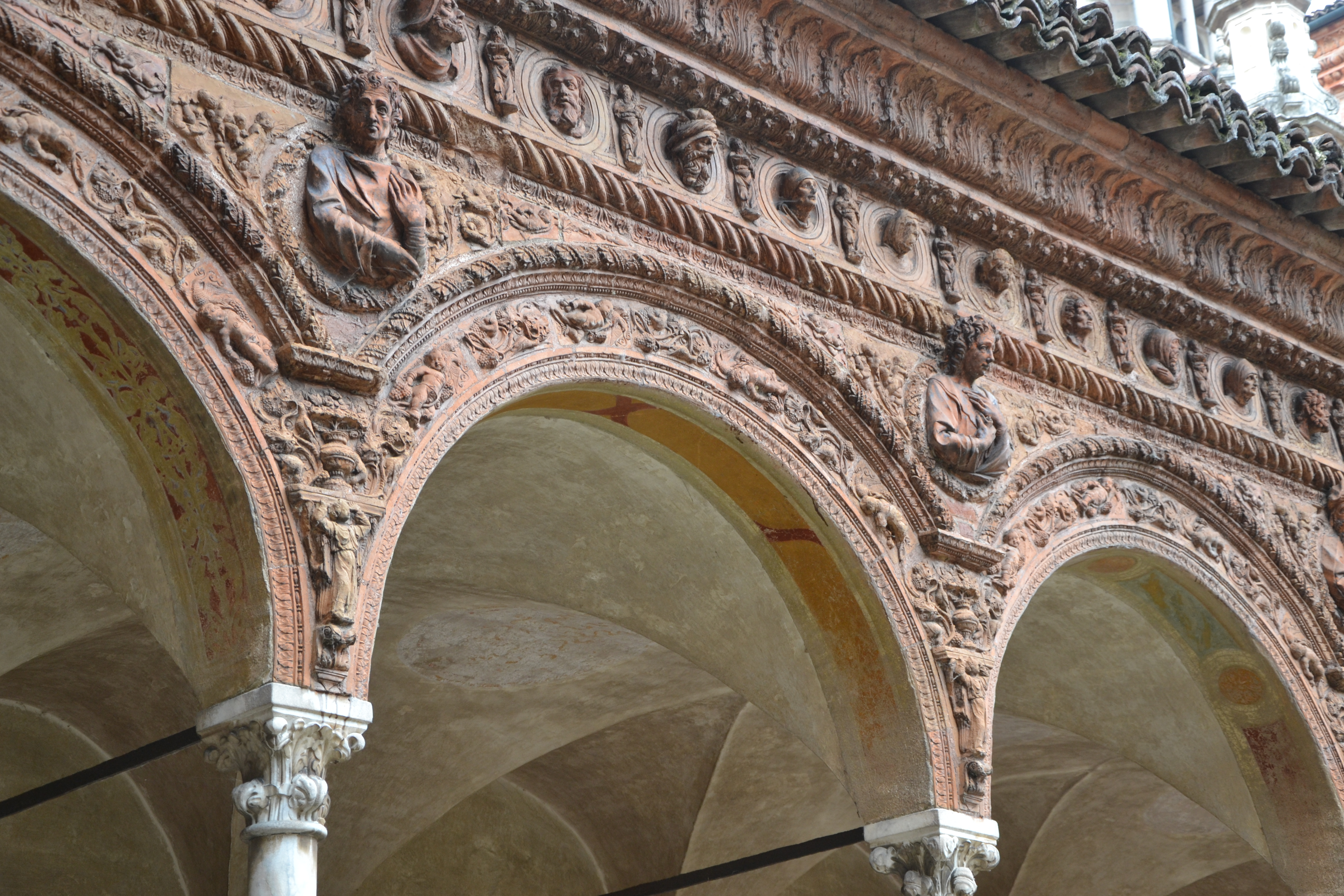
Detalle del claustro pequeño.
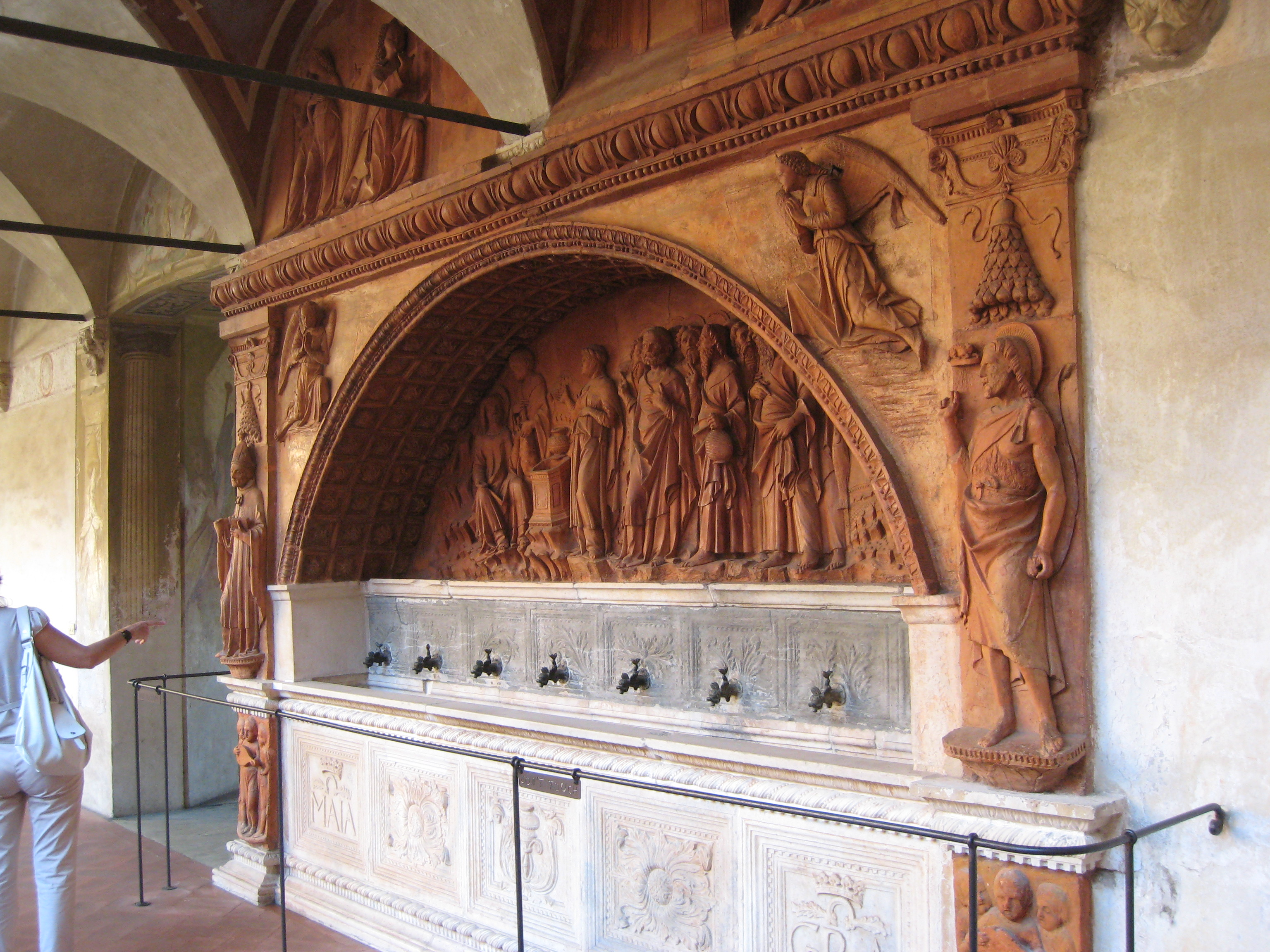
La pila del claustro pequeño, siglo XV.
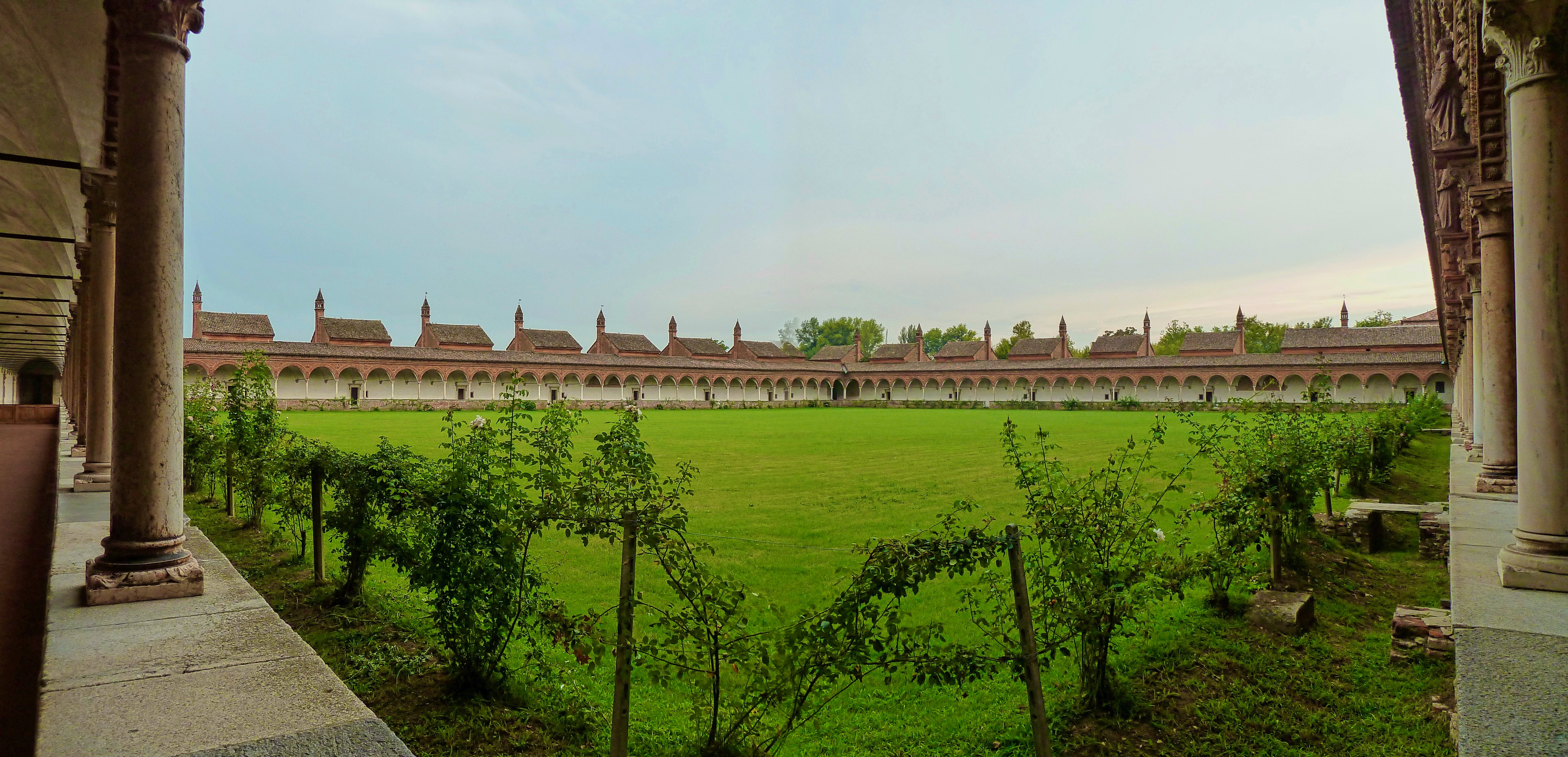
El gran claustro.
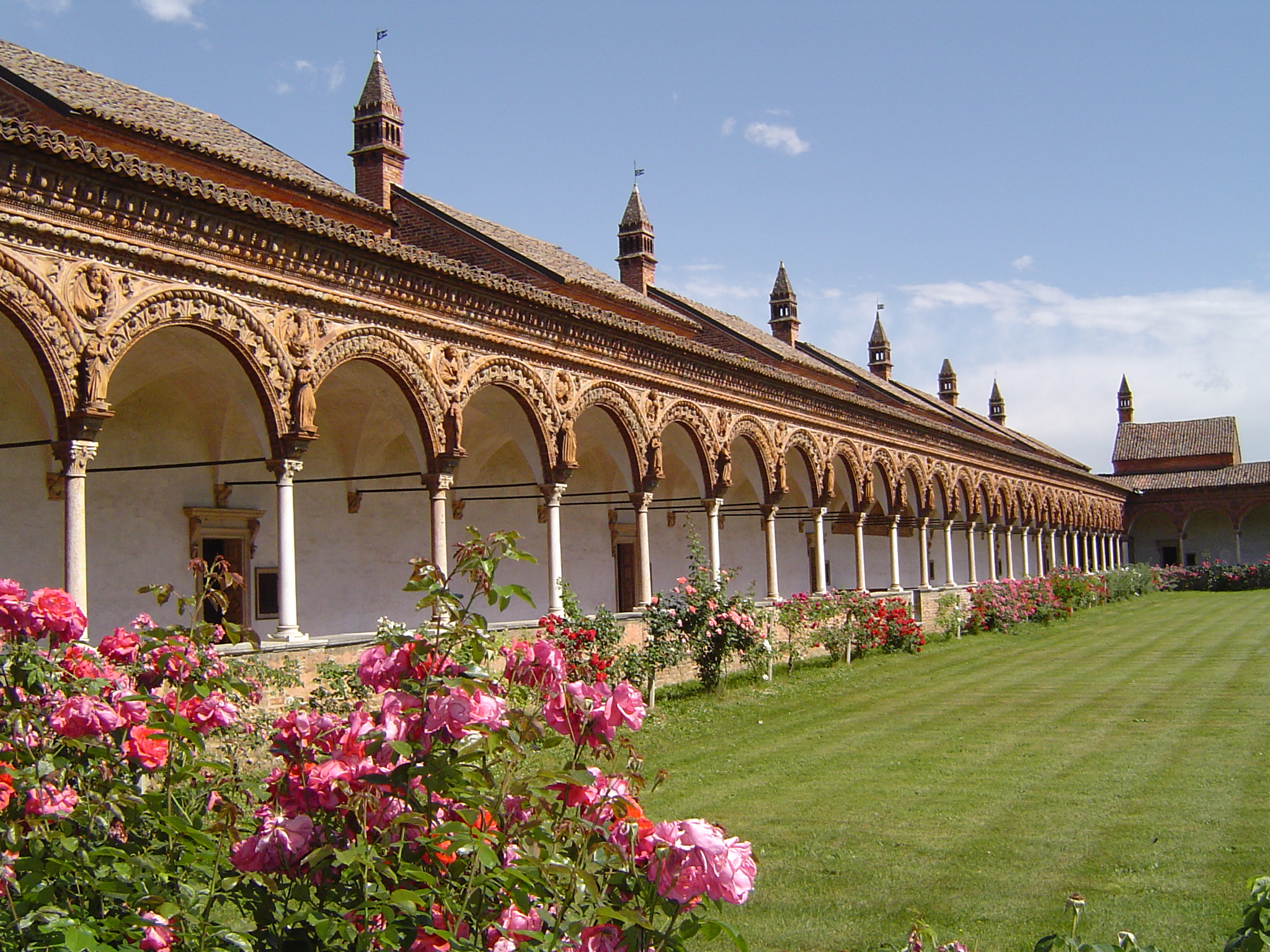
Detalle del gran claustro.
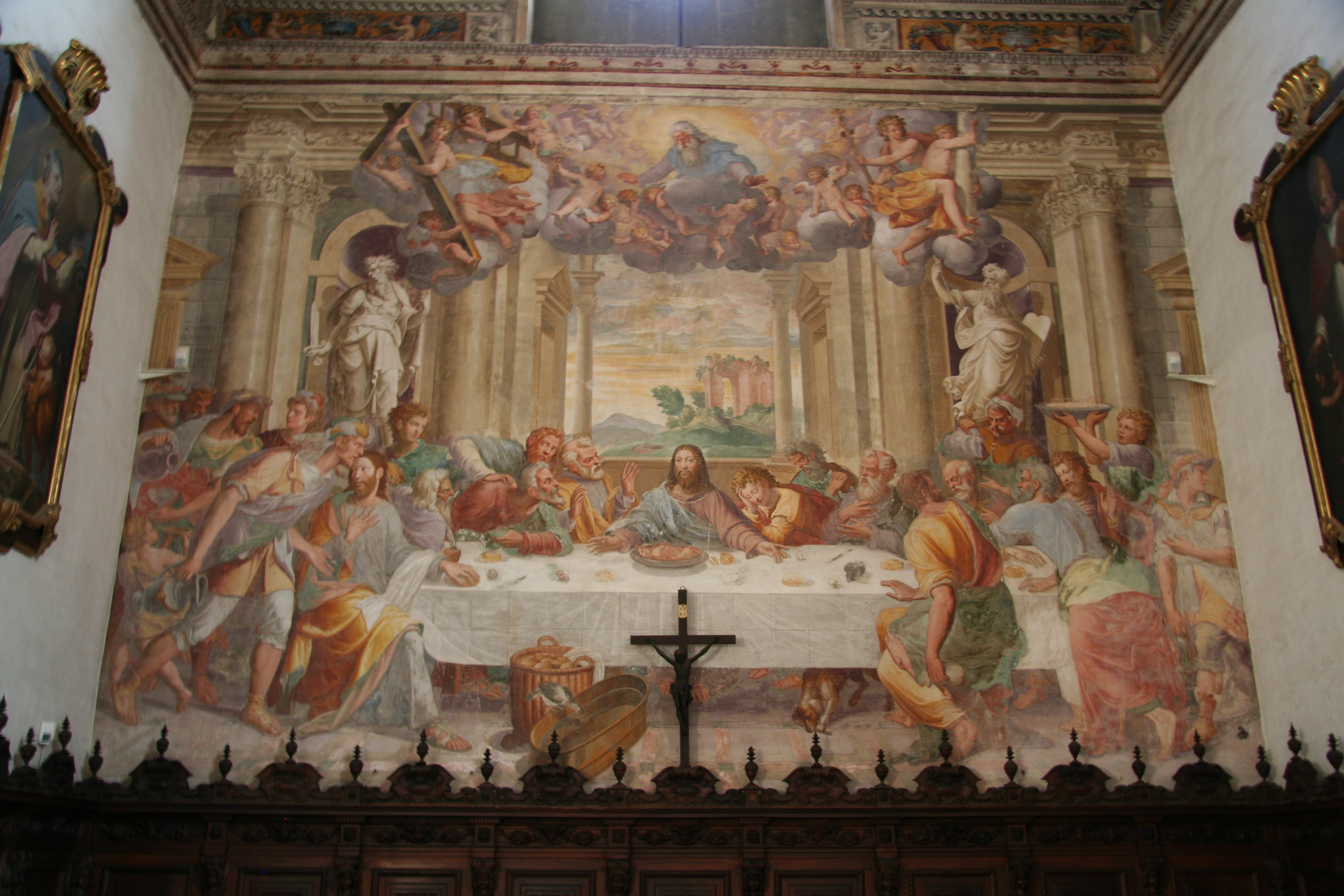
Ottavio Semino, Última Cena, en el refectorio.

## Biblioteca
Desde su fundación, los monjes dispusieron de una biblioteca, que incluía textos litúrgicos necesarios para las celebraciones diarias, y otros, de temas científicos y humanísticos. Sabemos que entre 1426 y 1427 se instaló una primera biblioteca, pero a finales del siglo XVI su recinto se utilizó como sacristía y constituyó la nueva sacristía de la iglesia y se trasladó la biblioteca a su ubicación actual, situada en la lado más corto del claustro pequeño, donde antes estaba la enfermería del monasterio. La biblioteca fue implementada por el prior Matteo Valerio en la primera mitad del siglo XVII, quien también la enriqueció con textos y manuscritos seculares.
En 1782, con la supresión de la Certosa, su importante se dividió en parte entre las Bibliotecas de Milán y Pavía, aunque se dispersaron algunos volúmenes. Quedaron en la biblioteca del monasterio 13 cantorales iluminados de Evangelista della Croce, Benedetto da Corteregia de Bérgamo, monje vallombrosiano del monasterio de San Lanfranco de Pavía, y Guarnerio Beretta que datan del siglo XVI, con textos y música de las canciones de las misas ordenadas según la secuencia del año litúrgico.

## Refectorio
Fue una de las primeras salas que se construyeron y en los primeros años de obra se utilizó como iglesia, siendo una sala rectangular muy grande, como se indica en el progreso de las obras redactado en 1451 a petición de Francesco Sforza. En la pared oeste de la sala hay un pequeño fresco, el más antiguo del monasterio, de estilo gótico tardío que representa a una Virgen y un Niño de Zavattari. La bóveda rebajada tiene la decoración más antigua, que incluye una Virgen con el Niño y Profetas en los Espectáculos atribuidos a Ambrogio da Fossano, mientras que en el centro está el sol o rayo radiante, emblema de la dinastía Visconti. El púlpito de mármol fue tallado a principios del siglo XVI con el arco clásico y la balaustrada con estatuas. A partir de ahí, se tomaron las lecturas durante las comidas. Posteriormente, el fresco de la Última Cena (1567), obra de Ottavio Semino.

## El museo de la Certosa de Pavía
El museo de la Certosa de Pavía se encuentra en las salas del Palacio Ducal, la residencia de verano de la dinastía Visconti y Sforza utilizada entonces como casa de huéspedes. El edificio, modificado en 1625 por una intervención en la fachada del arquitecto Francesco Maria Richini, presenta una sucesión lineal de ventanas entre semicolumnas que dan luminosidad a toda la estructura. 
Alberga obras propias del conjunto monástico o adosadas a él. La galería de la planta baja, la galería de escayolas recientemente reformada, alberga más de 200 escayolas de pequeña y gran escala.
La gipsoteca recoge más de 200 vaciados de pequeña y gran escala y algunas esculturas, entre ellas el Cristo lamentado de Antonio della Porta (principios del siglo XVI. En los años 2002 a 2006, la mayoría de estas vaciadas fueron restauradas y colocadas, con una nueva disposición de la Superintendencia del Patrimonio Arquitectónico y Paisajístico de Lombardía, en la galería de la planta baja del palacio Ducal.

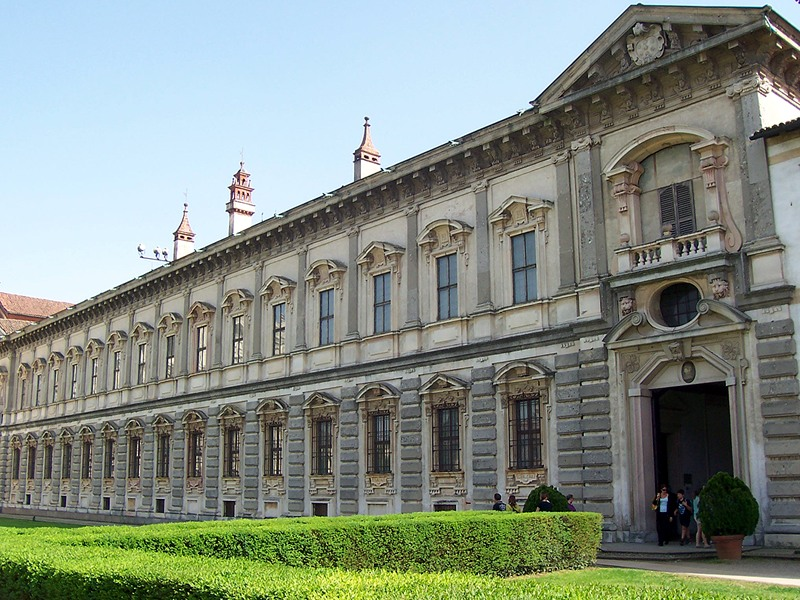
Francesco Maria Richini, palacio Ducal (1625), sede del Museo de la Cartuja.
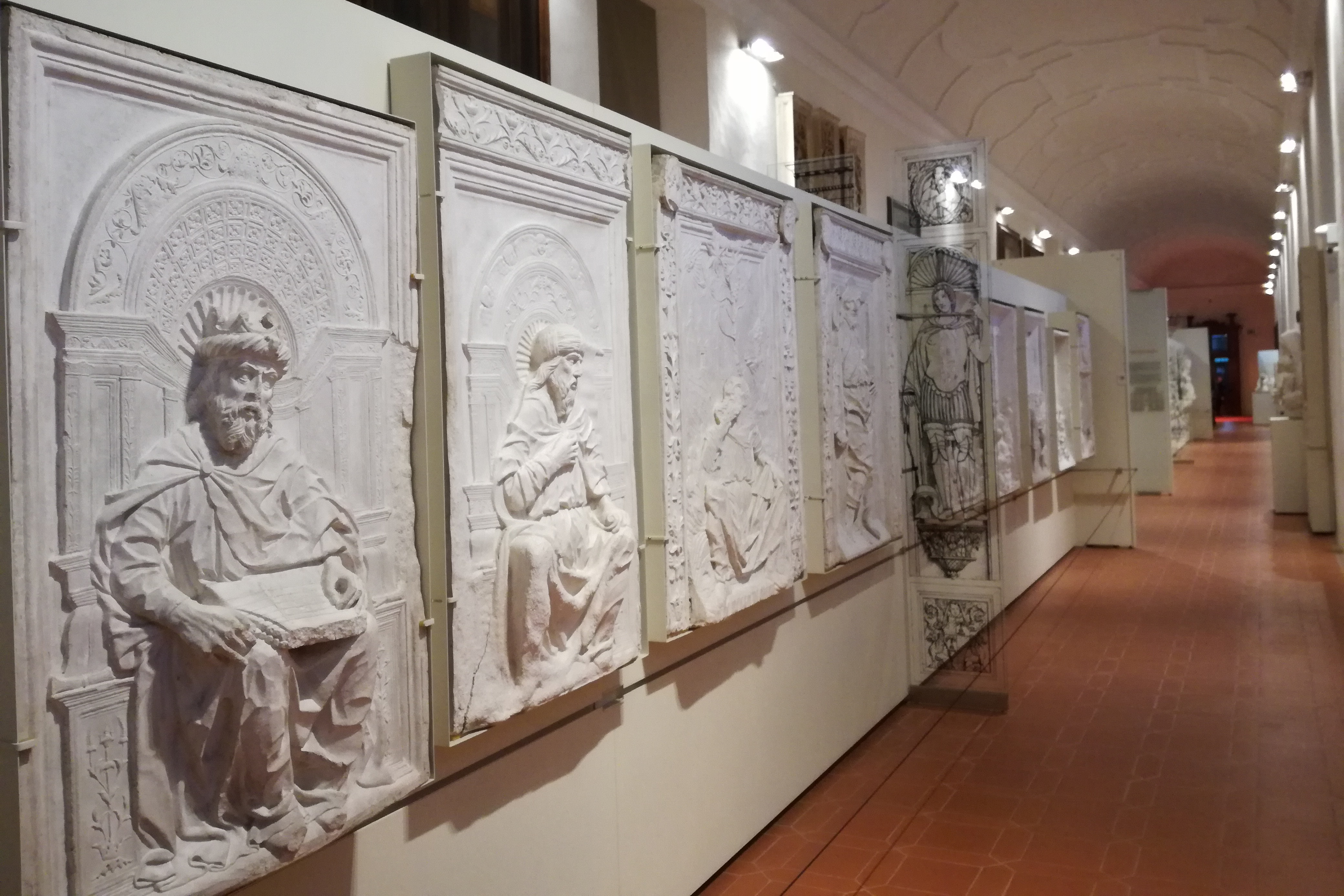
La galería de yeso.
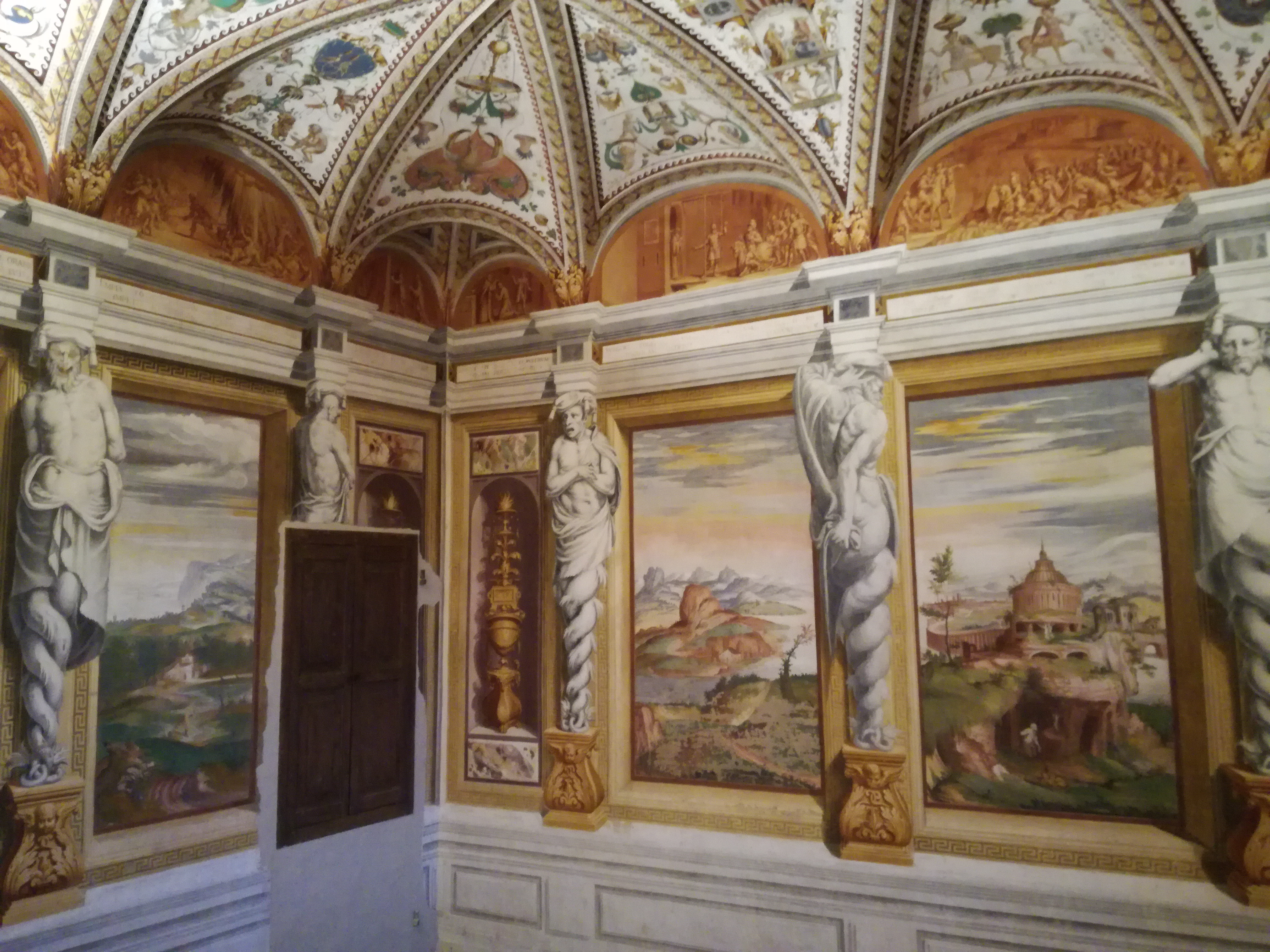
Estudio, hacia 1550-1580.
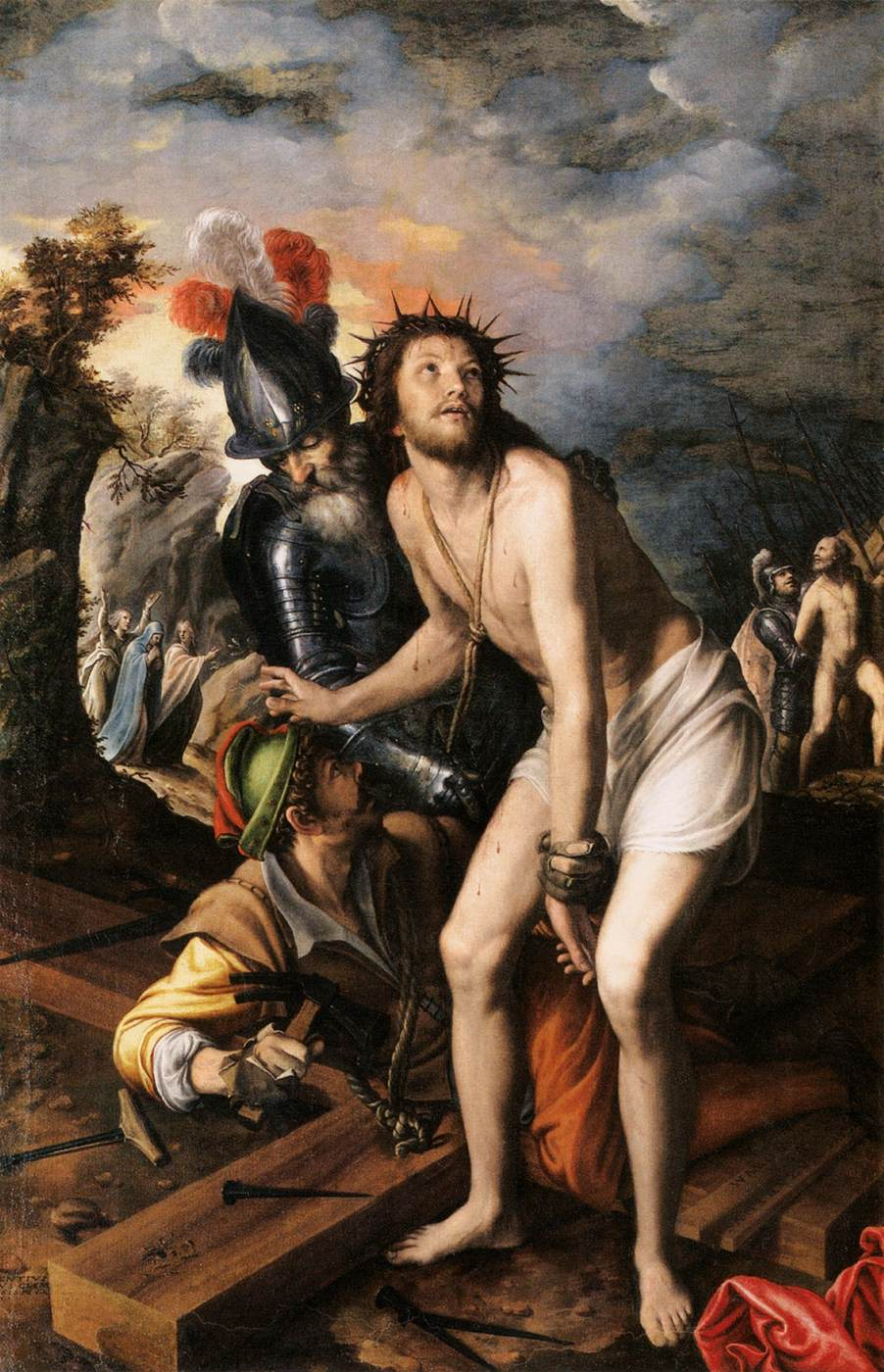
Vincenzo Campi, Cristo clavado en la cruz (1575).
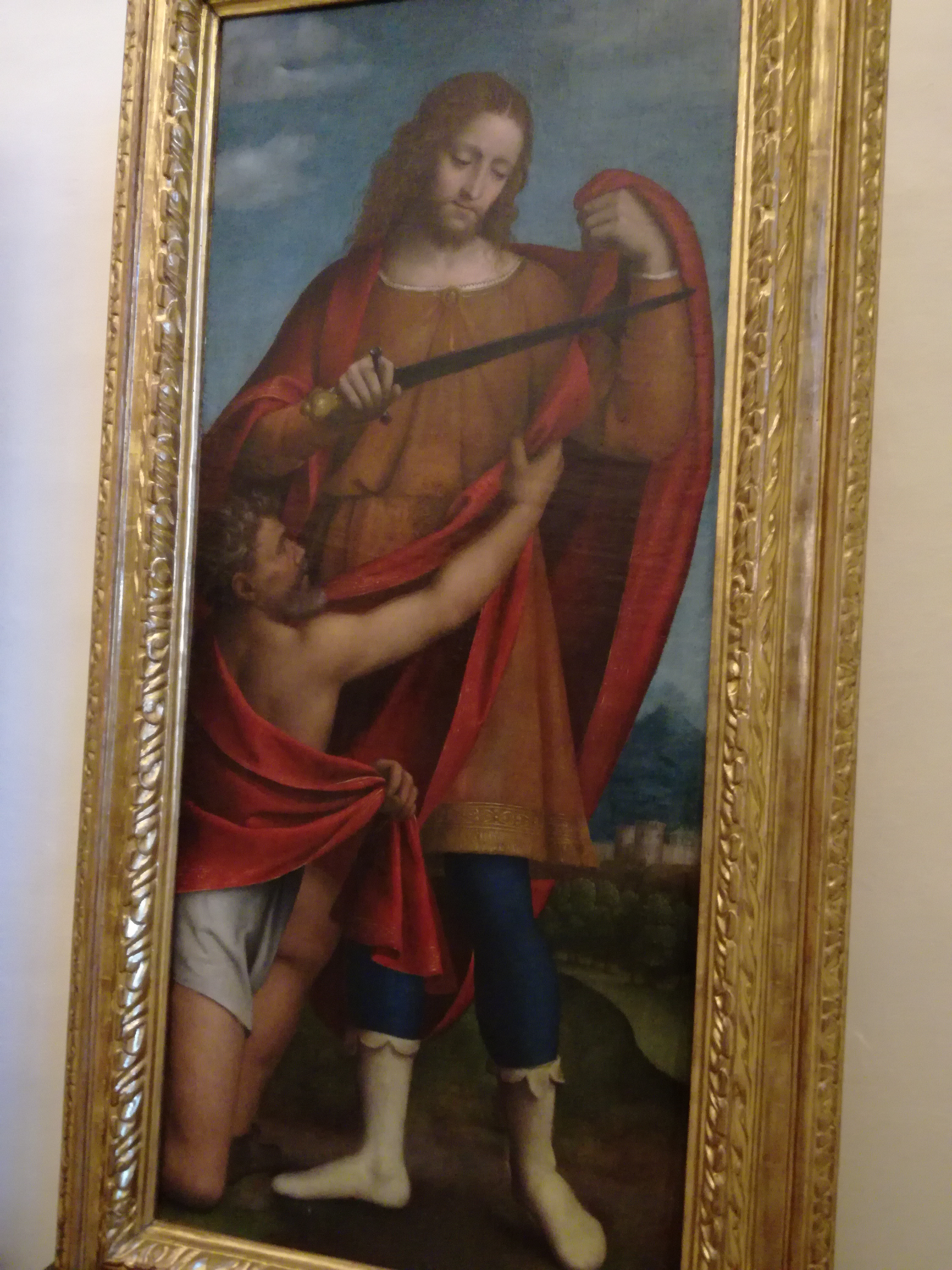
Bernardino Luini, San Martín (1520-1522)
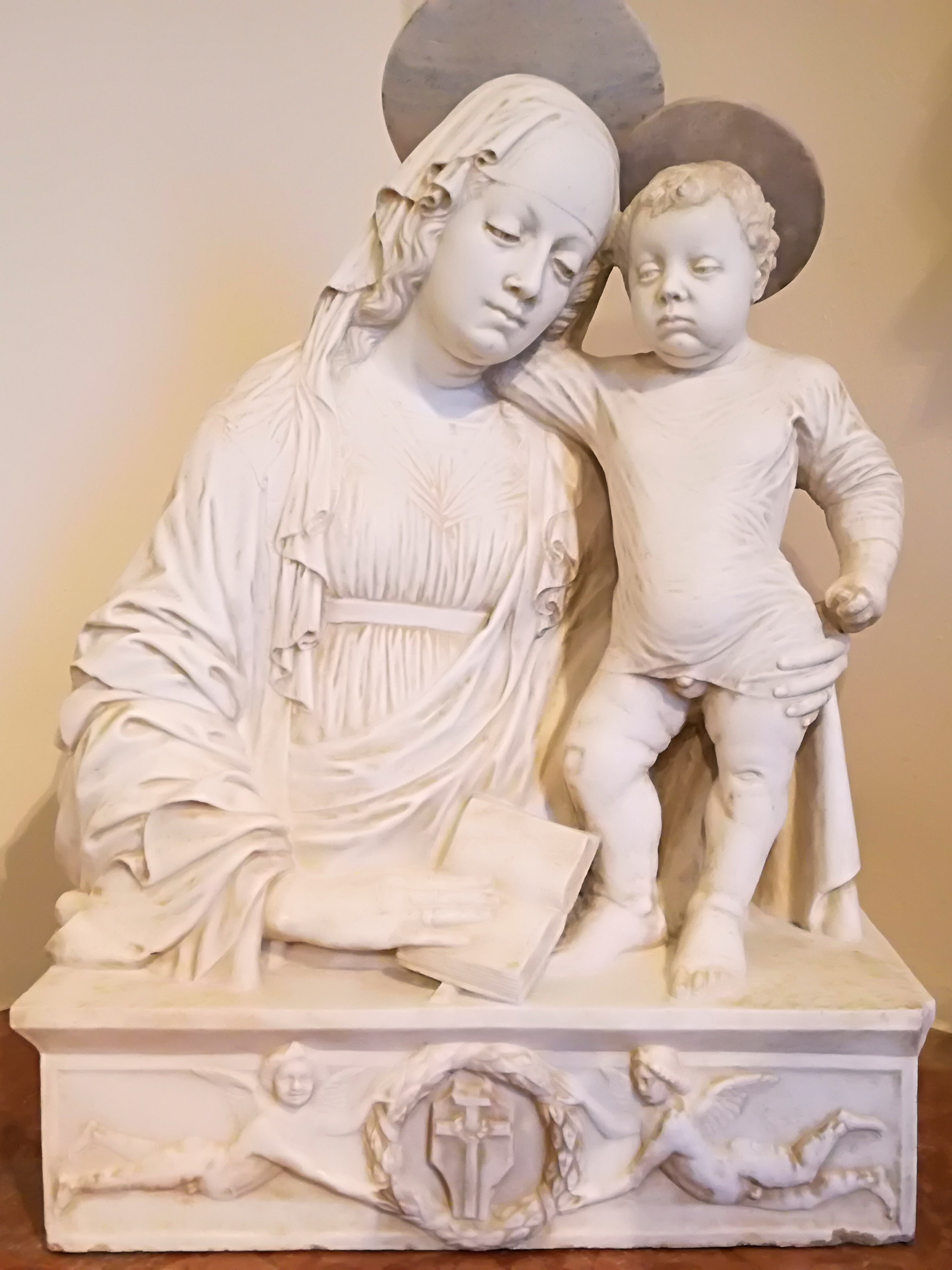
Anónimo Lombardo, Virgen y Niño, siglo XV.
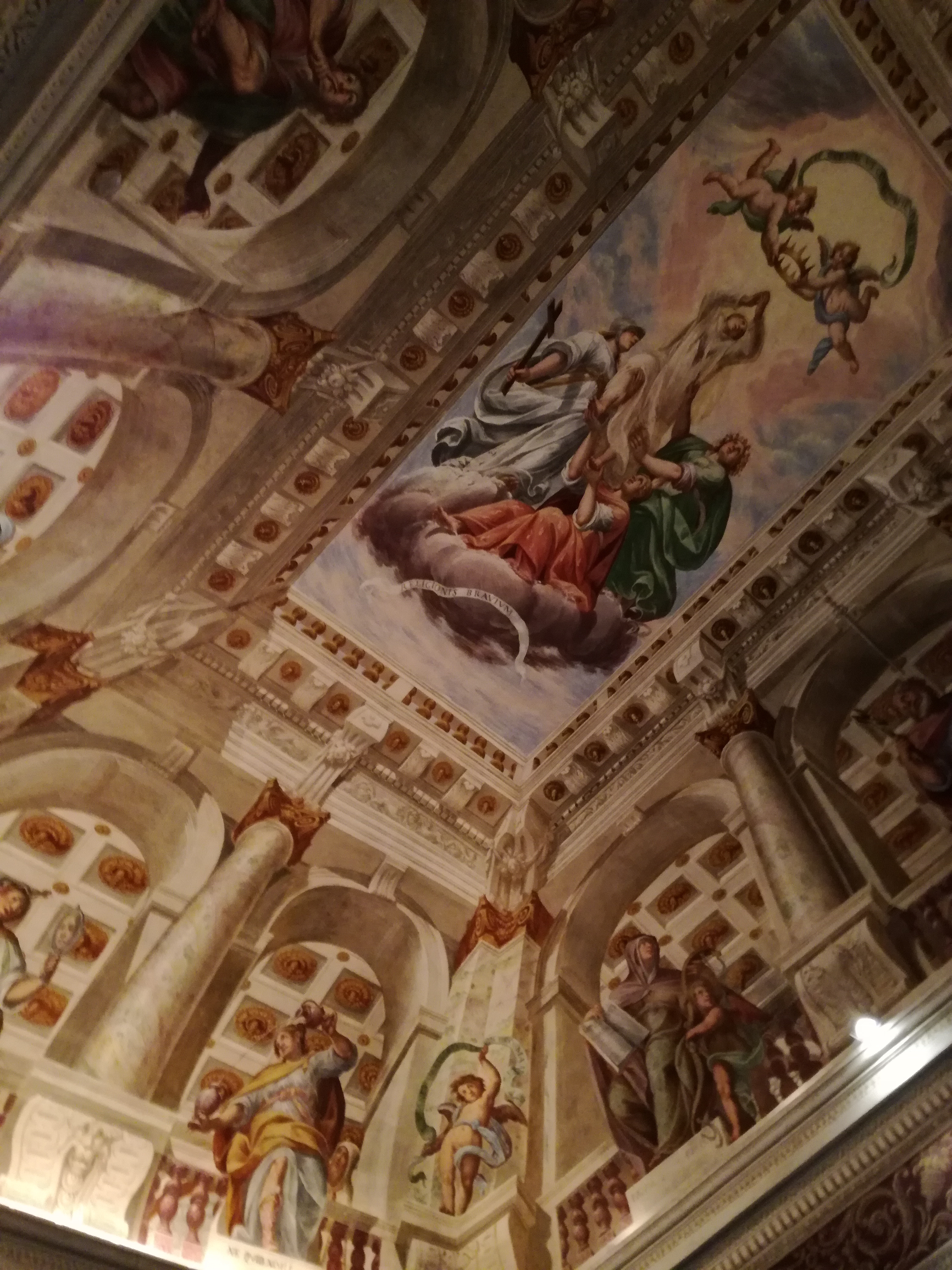
Giovanni Mauro della Rovere, Gloria de San Bruno el Cartujo.
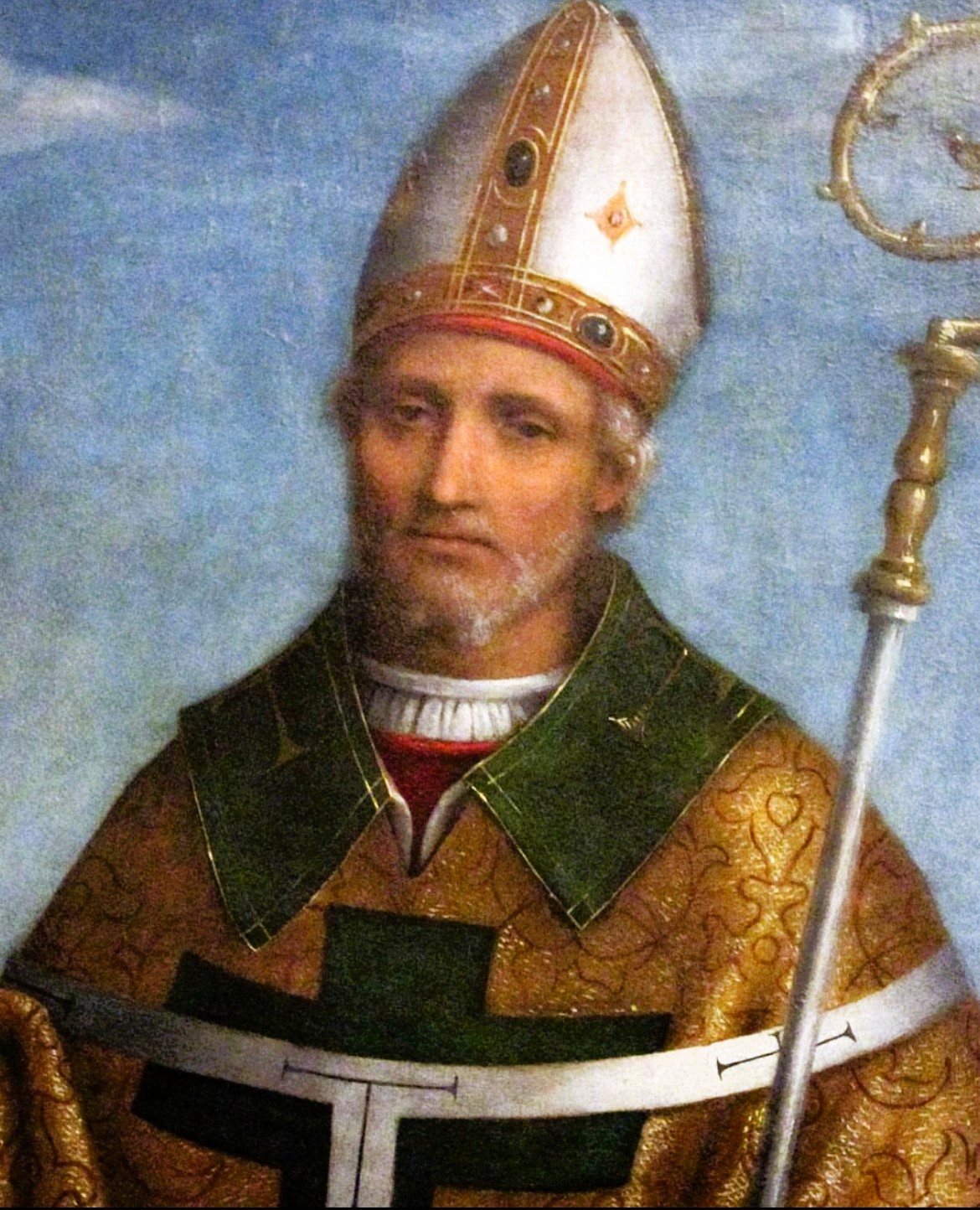
Bernardino Luini, San Ambrosio, 1520-1522.

Arriba, se ha mantenido la ambientación histórica de 1911 de Luca Beltrami y, salvo algunas adaptaciones, los extraordinarios altorrelieves en mármol de Bambaia, se conservan las esculturas, que datan de alrededor de 1480, de Giovanni Antonio Amadeo y Antonio Mantegazza. Aquí también se conservan esculturas de piedra policromada de artistas lombardos de la segunda mitad del siglo XV, pinturas murales del siglo XVI separadas de sus locaciones originales, pinturas sobre tabla, como el Retablo de Bartolomeo Montagna, el Ecce homo de Bramantino, San Martín y San Ambrosio de Bernardino Luini. También hay otras pinturas sobre lienzo de Guglielmo Caccia, de Vincenzo Campi, de Giovanni Agostino da Lodi, de Giuseppe Procaccini, de Stefano Maria Legnani, de Giuseppe Vermiglio.
La Sala C conserva los retratos de Gian Galeazzo Visconti, su segunda esposa Caterina y numerosos miembros de la dinastía. Luego está el estudio, pintado al fresco en la segunda mitad del siglo XVI con un paisaje trampantojo, salpicado en cuadrados por monumentales figuras monocromáticas con piernas serpentinas, llamadas telamones, mientras que la bóveda, decorada con espectaculares grutescos pintados a pincel propina sobre fondo blanco, alberga en el centro, dentro de un marco elíptico, la representación del Sueño de Constantino. 
Junto a ella se encuentra la sala D, originalmente pensada como oratorio de la casa de huéspedes, cuya bóveda está decorada con frescos de Giovan Mauro della Rovere conocido como Fiammenghino. Luego está la sala F, con obras maestras de Bartolomeo Montagna, Ambrogio Bergognone y Bernardino Luini. También hay otras salas con esculturas, pinturas y frescos del monasterio y su obra.

## En la ficción
La cartuja de Parma de Stendhal (Marie-Henri Beyle) es una novela, publicada en 1839, que hizo finalmente famoso a su autor por toda Europa.
Parma queda a unos 109 km de Pavía. La cartuja a la que se refiere el libro probablemente sea la abadía de Valserena de Paradigna, ubicada en los alrededores de Parma.